# Katedrála svatého Martina (Bratislava)
Katedrála svatého Martina (od dubna 1995 do března 2008 Konkatedrála svatého Martina) nebo dóm svatého Martina je původně gotická sakrální stavba v historické zóně Bratislavy. Je nejvýznamnějším a největším kostelem v Bratislavě a jedním z největších na Slovensku. Od března roku 2008 je diecézním chrámem bratislavské arcidiecéze (do tohoto období byl konkatedrálou bratislavsko-trnavské arcidiecéze). Katedrála je jednou z nejvýraznějších bratislavských dominant a po Bratislavském hradě druhým nejvyhledávanějším turistickým objektem hlavního města Slovenska.

## Dějiny katedrály
Archeologický výzkum dokázal, že nejstarší osídlení na místě dnešního dómu pochází z pozdní doby kamenné – eneolitu. Patřilo lidu bádenské kultury. Poměrně intenzivní bylo osídlení v období 1. století př. Kr., když se na zdejším území usídlili Keltové a prostor, na kterém dnešní chrám stojí, byl v těsné blízkosti jejich oppida.
Stavba chrámu prošla během své staleté existence složitým stavebním vývojem. Místo, na kterém současný chrám stojí, bylo od nepaměti centrem společenského a církevního dění ve městě. Podle dochovaných zpráv a archeologických nálezů se dá na tomto území předpokládat jádro vznikajícího města na přelomu 12. a 13. století. Existovala zde osada, jejíž obyvatelé zde kromě světských staveb a trhu (první záznam o řízení trhu pochází z roku 1151) postavili v 11. století menší kostel – rotundu – s kruhovým půdorysem, kolem kterého pohřbívali. Rotunda byla v 12. století přestavěna na kapli zasvěcenou svatému Martinovi a její spodní část sloužila jako karner. Potřebám věřících zprvu plně postačovala.
Duchovním předchůdcem dnešní katedrály bylo proboštství s kolegiální kapitulou na hradní akropoli. Jeho zřízení potvrzuje listina z roku 1114, v níž se uvádí, že pro ni (tj. kapitulu) byl postaven kostel zasvěcený Nejsvětějšímu Spasiteli (svatému Salvátorovi). Podle archeologického výzkumu stál tento kostel na místě velkomoravské baziliky, na východní terase hradu. Bratislavské proboštství s kapitulou bylo oficiálně uznávaným tzv. hodnověrným místem (loca credibila): mělo právo vlastnit pečeť, kterou se potvrzovala hodnověrnost listin. Z druhé třetiny 13. století pochází pečeť bratislavské kapituly s kruhopisem S: ECLESIE SALVATORIS I POSO (Sigilium Ecclesiae Salvatore in Posoni, tj. Pečeť farnosti Nejsvětějšího Spasitele v Prešpurku).

### Kostel Nejsvětějšího Spasitele
Důležitým rokem z hlediska stavební historie dnešní katedrály byl rok 1221, kdy se po předchozím přestěhování proboštství (v roce 1204) z hradu přestěhoval na základě souhlasu papeže Honoria III. (In Burgum eiusdem castri) do podhradí i kostel. Důvodem byl neustále se zvyšující počet věřících na bohoslužbách v kostele na hradě a tím ohrožení bezpečnosti hradu.
Vzhledem k postupnému narůstání počtu obyvatel města však již kaple svatého Martina nestačila, a tak vyrostla brzy (koncem 12. nebo na počátku 13. století) po přestěhování na jejím místě stavba kostela v románském slohu, zasvěceného v kontinuitě s hradním kostelem přesvatému Spasiteli (sv. Salvatorovi). Kostel byl postaven z lomového kamene. Dodnes se z něj zachovalo jen malé torzo, ale architektonické zbytky svědčí o jeho vybavení na úrovni vyspělé architektury běžné v Evropě. O novém kapitulním farním chrámu v podhradí se poprvé objevila zmínka v roce 1234. V takové podobě vydržela stavba téměř jedno století.
Z hlediska historického vývoje raně středověkého města bylo důležitou událostí udělení městských privilegií králem Ondřejem III. v prosinci 1291, které mělo velký význam pro rozvoj města a života v něm. Privilegium dávalo městu právo svobodně volit rychtáře a dvanáct konšelů, ale nepovolovalo právo svobodné volby faráře, což patřilo mezi hlavní práva svobodných královských měst. Proto zástupci města a probošt i zástupci kapituly uzavřeli několik dohod (v letech 1302, 1344 a 1348) o volbě prešpurského faráře.
Privilegia byla velkým přínosem pro další vývoj města. Na jejich základě se město začalo rozvíjet, ale v důsledku geografických možností pouze východním směrem. Vzhledem k tomu se někdejší jádro města časem dostalo na jeho okraj na úpatí hradního vrchu. Tato skutečnost měla pro pozdější farní chrám, zejména pro jeho stavební složku, rozhodující význam. Nový kostel se totiž stal součástí městského opevnění; západní část trojlodí byla přímo začleněna do městských hradeb a kostelní věž sloužila jako bašta.

### Gotický chrám

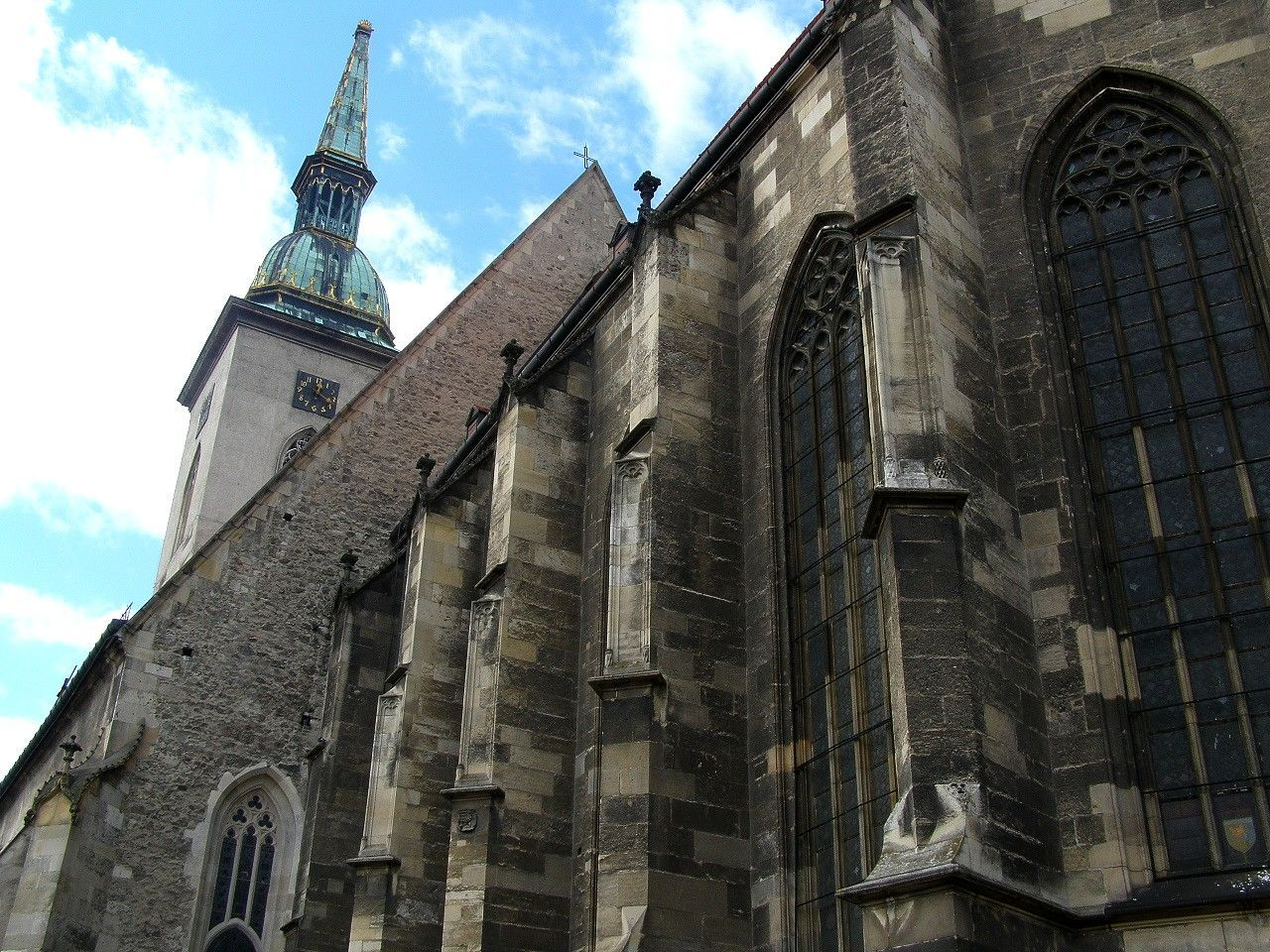
Opěrný systém presbytáře je dokladem gotického stavebního stylu

Vzrůstající prosperita města, které se stalo jedním z nejvýznamnějších center Horních Uher, našla odraz i ve výstavbě objektů, reprezentujících město navenek.
K významným činům patřila přestavba starého farního kostela. Stávající Kostel Nejsvětějšího Spasitele se totiž brzy stal příliš malým, a proto město potřebovalo nový, reprezentativnější a větší chrám. Kapitula i městská rada se rozhodli postavit nový proboštský chrám v novém gotickém slohu. Je zřejmé, že všechny vhodné pozemky, na kterých by mohla vyrůst stavba nového farního chrámu, byly začátkem 14. století již obsazeny. Proto se jediným možným řešením ukázala přestavba stávajícího kostela. Aby i během stavebních prací mělo město kostel, započala v letech 1311–1314 stavba chrámu okolo stávajícího románského kostelíka. Nejdříve byl vybudován presbytář a poté nové trojlodí. Nový kostel měl být bazilikou (s nejvyšší střední lodí), později se rozhodli pro halovou (síťovou) stavbu se stejnou výškou jednotlivých lodí.
Pozůstatkem starého románského kostela jsou na jižní straně lodi zachované zlomky kamenů s nápisy z první poloviny 13. století, které stavitelé použili v exteriéru jako stavební materiál.

### 14. – 17. století
Do konce 14. století byla postavena severní zeď a část jižní obvodové zdi. Součástí severní zdi se stal malý portál (ze strany Kapitulské ulice). Současně vznikl jižní portál s členitě profilovaným ostěním a figurálním reliéfem v tympanonu.
Kolem roku 1400 byly přistavěny k hranolové věži dvě kaple z jižní i severní strany; jižní byla ozdobena znakem Českého království, neboť se stala pohřební kaplí královny Žofie Bavorské, vdovy po Václavu IV. Ta přišla v roce 1419, po manželově smrti, do bratislavského kláštera klarisek, kde žila pod ochranou svého švagra uherského krále Zikmunda Lucemburského. Kaple byla otevřena do boční lodi dómu vysokým obloukem.
V té době napadli Bratislavu husité, což mělo za následek zastavení stavebních prací na novém kostele. Pokračovaly až začátkem třicátých let 15. století. V roce 1432 starý kostelík zbourali, aby na jeho místě mohli postavit klenbu nového trojlodí. Zaklenutí se mělo stát hlavním umělecko-výrazovým komponentem bratislavské katedrály. Klenba chrámu dodnes vytváří kompaktní jednotící motiv diagonálních paprsků žeber, křižujících se ve čtvercových polích bočních lodí. Za pilíři přesahují do hlavní lodi a vytvářejí dokonalý síťový systém. Podle názoru odborníků má klenba bratislavské katedrály přímou souvislost se zachovaným plánem vídeňského stavitele Hanse Puchsbauma, autora klenby vídeňské svatoštěpánské katedrály. Je zřejmé, že mistr Puchsbaum pověřil realizací klenby v bratislavském Chrámu svatého Martina některého z domácích kamenických mistrů; jedním z nich, známým podle jména, byl jistý Heinrich.
V roce 1451 byla střecha chrámu pokryta krytinou a 10. března následujícího roku byl nový Kostel svatého Martina slavnostně konsekrován.
Už koncem čtyřicátých let 15. století, kdy dokončovali klenbu trojlodí, začalo se pomýšlet na prostornější presbytář, který by byl důstojným duchovním zakončením stavby a poskytl by dostatek prostoru kanovníkům, předním zástupcům městské honorace a jiným privilegovaným návštěvníkům. K realizaci tohoto záměru došlo po roce 1459 podle plánů Puchsbaumova nástupce ve vedení vídeňské kamenické hutě Laurenze Spenninga.

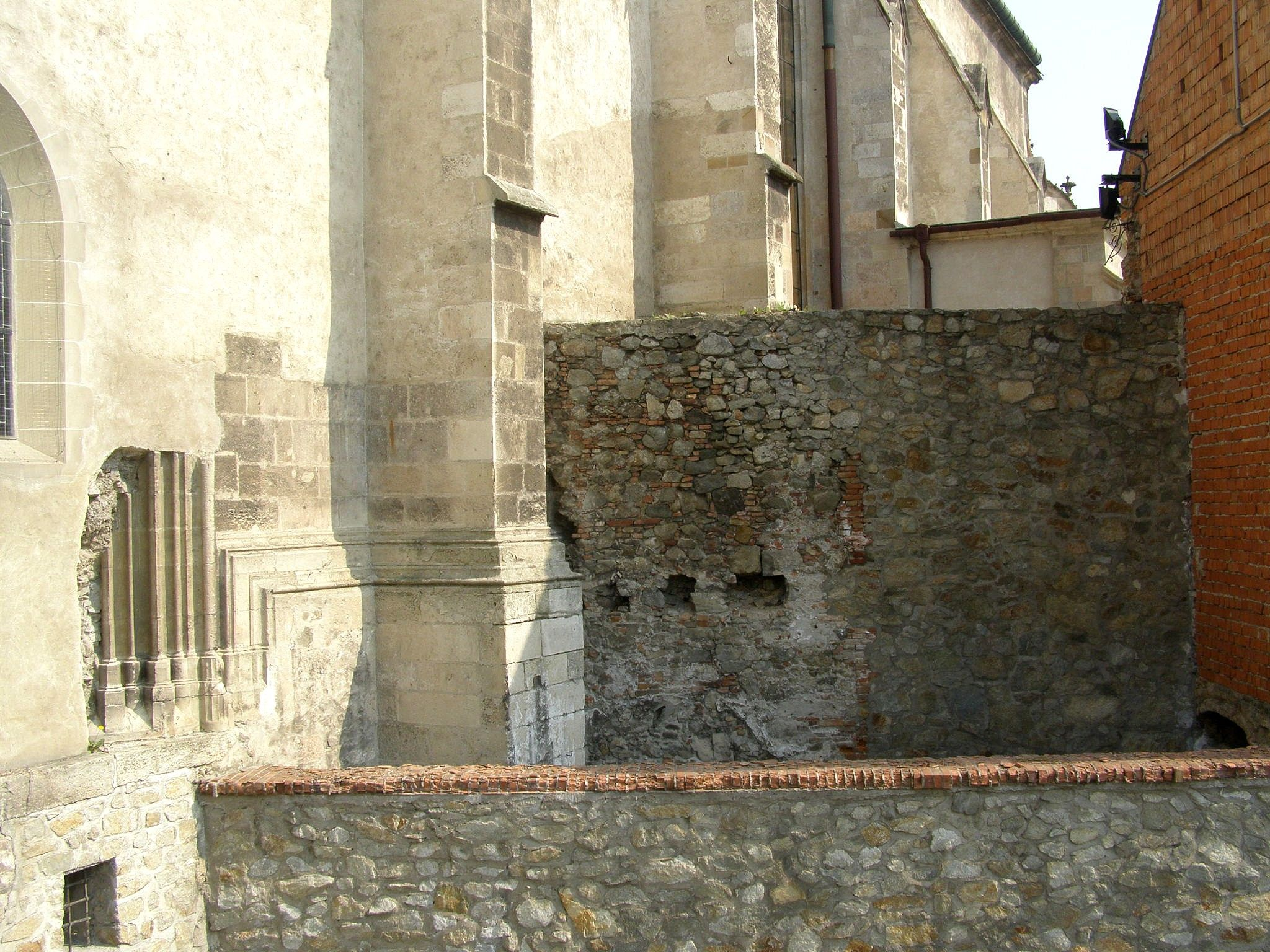
Jižní fasáda katedrály s pozůstatkem městského opevnění. Na zdi vlevo vidět fragment ostění nedokončeného portálu ze začátku 15. století

Duchovním otcem a patronem přestavby presbytáře se stal bratislavský probošt Juraj Schomberg. Umělecky i historicky významnými jsou hvězdicově síťované žebrové klenby se zajímavými stavebními prvky, nacházejícími se v průsečících žeber. Stavitel zde na přání zadávajícího umístil erby krále Matyáše Korvína a české královny Žofie Bavorské spolu s malovanými znaky Uherska, erby Matyášovy druhé manželky Beatrix Neapolské, znaky moravské Olomouce a Českého království spolu s letopočtem 1476, rokem dokončení hrubé stavby (erb krále Matyáše Korvína je i na opěrném pilíři na jižní straně svatyně). Se jménem probošta Schomberga se pojí i vznik kovaného kružbového kříže a větrného kohouta umístěných na malé věžičce nad presbytářem, které korunovaly hmotu nové svatyně. Kohout naznačující otevřeným zobákem vítání nového dne je univerzálním christologickým symbolem rodícího se světla. Presbytář v roce 1497 slavnostně vysvětil ostřihomský arcibiskup Tomáš Bakoč.
Stavebně navazuje na architekturu presbytáře kaple svaté Anny, která vznikla pravděpodobně v poslední čtvrtině 15. století jako přístavba k severní stěně chrámové lodi – zvenku překryla severní portál z doby před polovinou 14. století.
Definitivním završením středověkého vývoje bratislavské katedrály byla další přístavba – nevelká pozdně gotická předsíň přistavěná k jižnímu portálu kolem roku 1510. Podle všech znaků lze její vznik připsat jiné významné osobnosti vídeňského stavitelství, moravskému rodákovi Antonínu Pilgramovi.

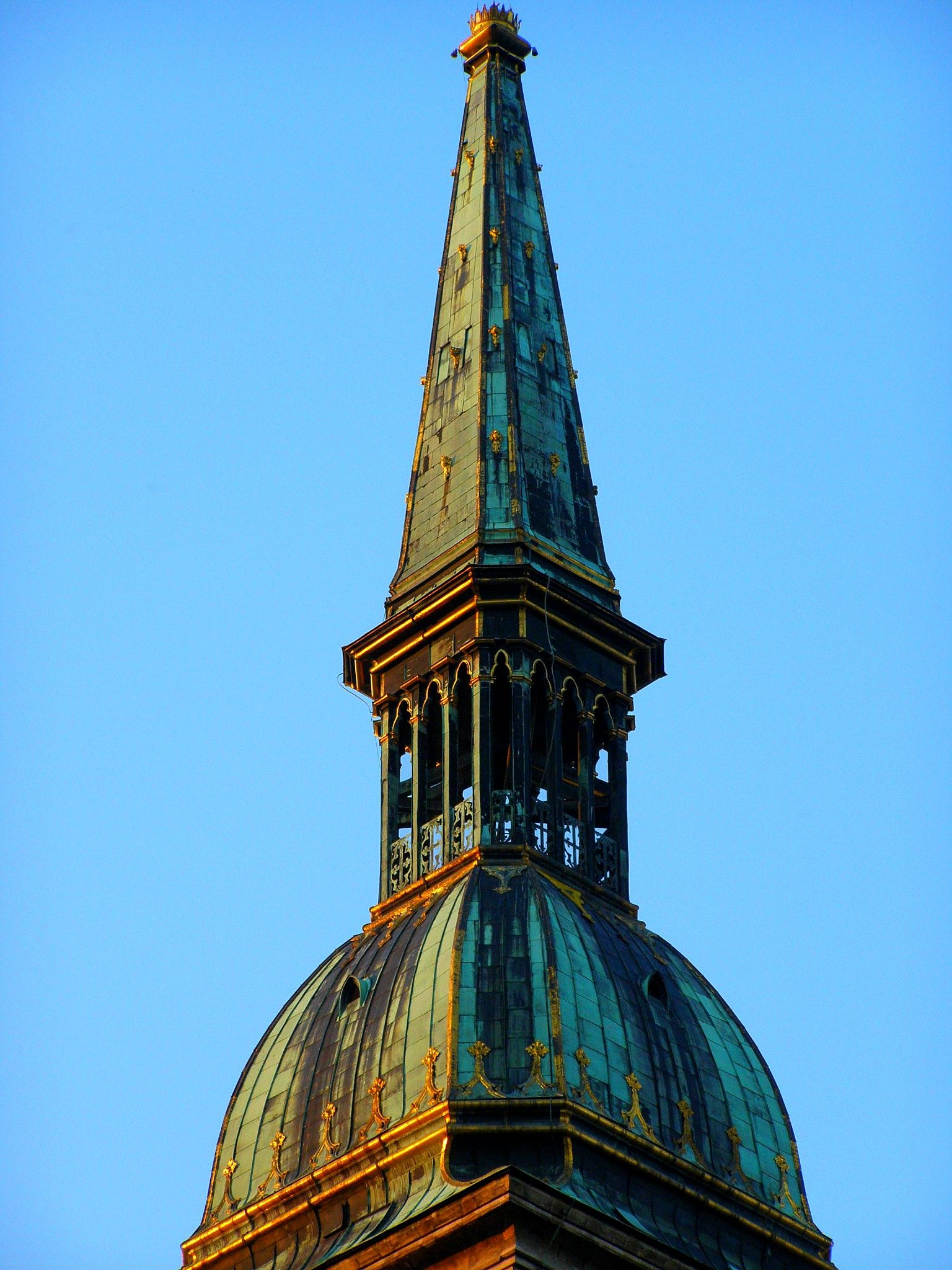
Detail věže katedrály s modelem královské koruny

Přestože přístavba k jižní stěně chrámové lodi svými architektonickými prvky nese stopy zanikající gotiky, portál na východní straně předsíně patří již do nového stavebního slohu – renesance. Portál jižní předsíně zůstal na delší dobu jedinou cizorodou architektonickou součástí gotického chrámu.
Z 13. století se nedochovaly žádné údaje o výzdobě starého, původního kostela. Neví se nic o počtu oltářů, jejich slohovém provedení či zasvěcení. Navíc, když v roce 1273 chrám vyhořel, všechno cenné zařízení se buď zničilo nebo uloupilo.
Situace se změnila začátkem 14. století. Dary od panovníka, kléru, ale i bohatých měšťanů postupně zaplňovaly chrámový interiér a zachovaly se i první zprávy o oltářích kostela. Ve druhé polovině 14. století bylo v Dómu již několik oltářů: oltář svatého Jana Křtitele (1354), oltář svatého Jiří a svatého Vojtěcha (1373). Kromě toho přibyly i oltáře v kaplích. V průběhu druhé poloviny 15. století vznikly čtyři oltáře v presbytáři – hlavní oltář a boční oltáře svatého Kříže (z roku 1483), Panny Marie a Nejsvětějšího Spasitele.
Hlavní oltář podle popisu z roku 1734, jakož i podle dochované mědirytiny z roku 1655, která vznikla při příležitosti korunovace Leopolda I., byl monumentální dřevěný pozdně gotický křídlový oltář s přepážkou a pohyblivými křídly. Ukončoval ho vysoký nástavec s fiálami. Na jižní straně oltáře byl erb Matyáše Korvína, na severní erb jeho druhé manželky Beatrix. V oltářní skříni bylo sousoší svatého Martina spolu se skulpturami svatého Jana Křtitele a svatého Šebestiána. Predella obsahovala motiv narození Krista. Na vnějších křídlech obsahoval reliéfy Zvěstování a Navštívení Panny Marie; vnitřní křídla nesla obrazy s pašijovým cyklem.
Hlavní oltář svatého Martina byl v Dómu až do roku 1734. V rámci barokních úprav arcibiskupa Imricha Esterházyho ho odstranili, přenesli do Trhové Hradské, kde však při požáru v 19. století shořel.
Ve čtyřicátých letech 16. století se ve městě začala zabydlovat nová církev – protestantská. Kromě toho, že přívrženci této víry dominovali v městské samosprávě, i kněží hlásící se k evangelické církvi měli převahu nad katolickými duchovními. Na přelomu 16. a 17. století se k protestantismu hlásilo více než devadesát pět procent stálých obyvatel Bratislavy. Vyvrcholením tohoto stavu bylo, když se v roce 1619 stal městský farní kostel svatého Martina na dva roky evangelickým kostelem (do 7. května 1621). Uvedené období však na architektuře Dómu nezanechalo výraznější stopy.

### 18. století

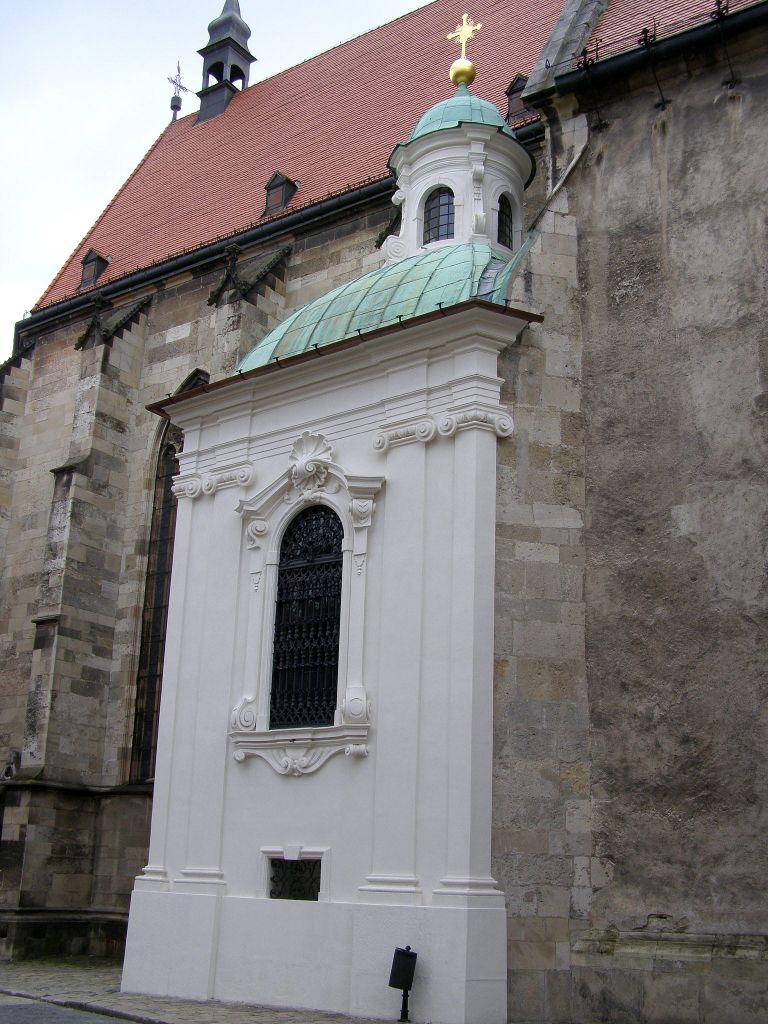
Exteriér kaple sv. Jana Almužníka po rekonstrukci fasády v roce 2010

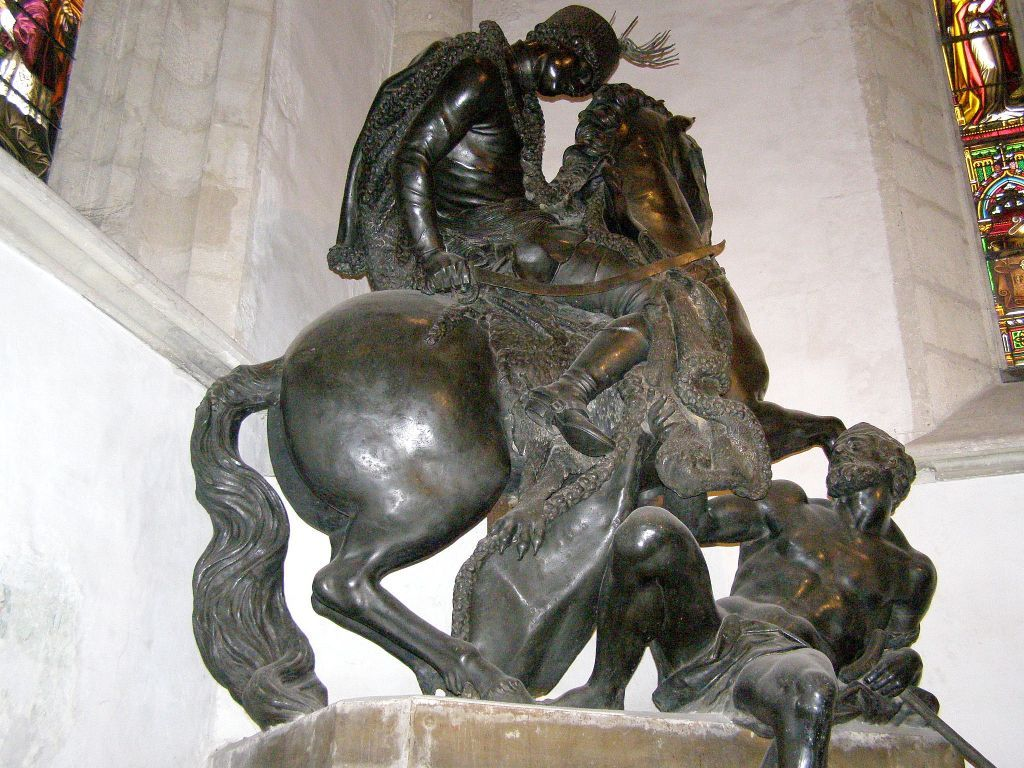
Georg Raphael Donner, Svatý Martin se žebrákem, 1734, olovo, pravá loď katedrály

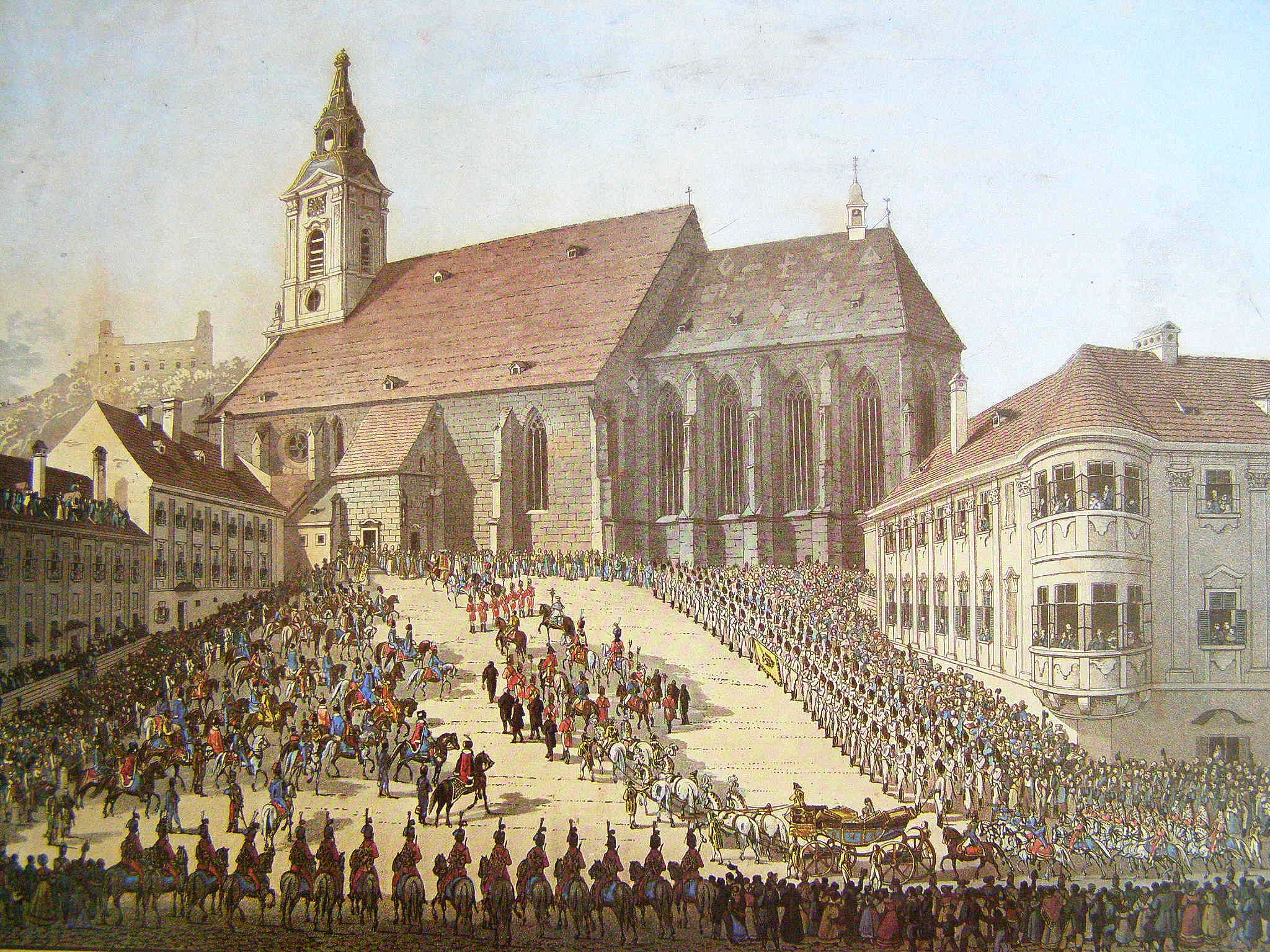
Eduard Gurk, Příjezd korunovačního průvodu Karolíny Augusty do dómu svatého Martina v Bratislavě 25. září 1825, 1825, kolorovaná akvatinta, Galerie města Bratislavy, Bratislava

Situace se začala měnit až začátkem 18. století, kdy ve městě po období stagnace došlo k nebývalému stavebnímu rozvoji a hlavní městský chrám dostal mimořádně vlivného a zámožného mecenáše v osobě hlavy uherské církve – arcibiskupa Imricha Esterházyho. Ačkoli arcibiskupovu přízeň pocítilo několik kostelů v Bratislavě, největší pozornost soustředil na farní kostel. Jeho zaujetí pro umění a kulturní rozvoj se projevilo nejen ve zvelebení chrámových prostor v duchu nových uměleckých proudů, ale zejména v architektonicko-duchovním dotvoření farního chrámu. Vrchol stavebních úprav představovalo na přelomu dvacátých a třicátých let 18. století přistavění kaple zasvěcené alexandrijskému patriarchovi svatému Janovi Almužníkovi do prostoru mezi severní zeď presbytáře a východní čelo severní lodi, na místě původní gotické sakristie.
Kaple koncipovaná v duchu vídeňského baroka, dokončená v roce 1732, dostala uměleckou výzdobu hodnou evropské úrovně zásluhou nejpřednějších středoevropských umělců na čele se sochařem Georgem Rafaelem Donnerem. Arcibiskup Esterházy její realizací sledoval dva cíle: kaple měla být důstojným místem uložení ostatků světcových a současně měla být arcibiskupovou pohřební kaplí – pompézním mauzoleem, kde měly být uloženy jeho tělesné ostatky a jeho osoba na trvalou památku zvěčněna v bílém mramoru.
Ostatky svatého Jana Almužníka byly podle tradice darem tureckého sultána Bajazida II. králi Matyáši Korvínovi v roce 1489 a od té doby byly uloženy v královské kapli v Budíně. V roce 1526 po porážce uherských vojsk u Moháče byly v královském průvodu Marie Habsburské, spolu s jinými cennostmi a královským pokladem, převezeny do Bratislavy a uloženy na Hradě. Zde zůstaly až do 5. června 1530, kdy byly na příkaz Ferdinanda I. převezeny do katedrály svatého Martina, kde měly být uloženy až do doby, kdy se budou moci vrátit na původní místo do Budína. V bratislavském farním chrámu je nejprve uložili v sakristii, kde odpočívaly přes sto let. Místo však nebylo vhodné. Proto dal arcibiskup Péter Pázmány postavit v presbytáři po levé straně hlavního oltáře mramorový náhrobek, do kterého byly světcovy ostatky ve stříbrné rakvi slavnostně přeneseny 23. ledna 1632. Hrobka v tomto stavu zde existovala následujících sto let, až do uložení světcových ostatků na nynější místo v kapli svatého Jana Almužníka. Vzápětí nato hrobku zlikvidovali.
V roce 1712 byly všechny cennosti, do té doby dočasně uchovávané v Bratislavě, vráceny do Budína, ale světcovy ostatky zásluhou arcibiskupa Imricha Esterházyho a kardinála Christiana Augusta Saského zůstaly v bratislavském Dómu. Jejich důstojné a definitivní uložení vyřešila až výstavba kaple svatého Jana Almužníka zásluhou arcibiskupa Esterházyho. Akt slavnostního uložení světcových ostatků proběhl 28. října 1732. Událost byla natolik významná, že neušla pozornosti Mateja Bela. Ve svých Noticiach atmosféru slavnosti přibližuje čtenářům takto:
| „ | Den 28. října, zasvěcený nejsvětějším apoštolům Šimonovi a Judovi, se určil jako den procesí na světcovu počest. Sotva nastal jasný den, začaly se k Dómu scházet zástupy lidí nejrůznějšího postavení, aby se zúčastnili bohoslužeb konaných při všech oltářích. Cechy řemeslníků, každý pod svou zástavou, se mezitím postavily do obvyklých řad. Jakmile posvátným obřadem pozvedli tělo světce, uvnitř zazněly bubny a fanfáry a ostatní hudební doprovod venku, na hradě a kolem města duněly zase opakované výbuchy a střelba z pušek. Tělo, již dříve uložené do nové rakve, nesli duchovní. Hned po nich následovali preláti, řady mnichů a kněží, jakož i kolegium nově založené Společnosti svatého Jana. V dlouhé řadě je doprovázela šlechta, pak ostatní shromáždění všech stavů a již dříve zmíněné cechy řemeslníků, podle toho, jak sem koho přivedla buď zbožnost nebo zájem o doprovod, který se měl konat. Procesí byla velkolepá, a protože chvílemi zastavila, aby si tím více uctila památku svatého Jana, trvala od ranních hodin až do druhé odpoledne. Mezitím vojenský oddíl, který zde byl přítomen i děla na hradě a v okolí města znovu a potom po třetí i po čtvrté vystřelili. Když tak přenesli posvátný poklad přes město, uložili ho do kaple se stejným projevem úcty, jako při vyzvednutí, aby tam požíval trvalé místo odpočinku. | “ |
| — | |   |

Nově vzniklá pohřební kaple se po dohotovení stala skvostným uceleným uměleckým dílem a dodnes patří k nejvýznamnějším výtvorům barokní architektury na Slovensku.
Vzápětí po stavbě kaple se v roce 1733 začalo s radikální barokní přestavbou chrámového interiéru. V dubnu následujícího roku odstranili gotické oltáře a Georg Rafael Donner začal vytvářet nový hlavní oltář svatého Martina. Mohutný baldachýnový oltář je koncipován jako jeviště představující klíčovou část svatomartinské legendy – výjev, jak se svatý Martin dělí se žebrákem o plášť, měl ve střední části umístěno olověné jezdecké sousoší svatého Martina se žebrákem (vytvořené v roce 1734). Po stranách mohutné sloupové architektury zakončené volutami a svatoštěpánskou korunou byli adorující andělé. Slavnostní posvěcení nového oltáře nitranským biskupem Zikmundem Berénim se konalo na svátek svatého Imricha 5. listopadu 1735.
Při regotizaci Dómu v roce 1865 však oltář odstranili. Jeho ústřední část, sousoší svatého Martina, přesunuli a umístili pod přístřešek mezi opěrné pilíře z jižní strany presbytáře, kde stálo až do roku 1912 (od uvedeného roku je opět v kostele, ale už jen jako volná socha v jižní lodi). Anděly prodali do Maďarské národní galerie. Ostatní oltářní součásti – vázy, nástavec a pozadí s dekorativní výzdobou – se nedochovaly. O podobě barokního hlavního oltáře tak svědčí pouze mědirytiny a litografie z 18. a první poloviny 19. století.
V barokních úpravách interiéru se pokračovalo instalováním dvou oltářů (Panny Marie a svatého Michala) z let 1737–1738 u vítězného oblouku a kanovnických stall, zdobených skupinou dvaceti osmi nadživotních bust v presbytáři, které také vytvořil Georg Rafael Donner. Ty nahradily původní gotické lavice z roku 1497.
Další úpravy následovaly vzápětí: odstranila se kazatelna ze 17. století a byla nahrazena novou z roku 1747, odstraňovaly se staré gotické křídlové oltáře, přibývaly oltářní a závěsné obrazy a nové plastiky. Podle soupisu inventáře, vyhotoveného v roce 1755, měl Dóm svatého Martina patnáct oltářů; součástí vybavení bylo několik náhrobních plastik, monumentální dřevěné pohřební štíty s erby a vojenskými trofejemi umístěné na stěnách presbytáře a obou lodí dómu. Kromě malých výjimek žádný z těchto doplňků dnes neexistuje – všechny padly za oběť regotizaci kostela v letech 1865–1877.
Cenným historicko-archivním dokumentem popisujícím zařízení chrámu se stalo dílo významného polyhistora Mateje Bela Notitia Hungariae novae historico geographica (Historicko-zeměpisný poznatek o současném Uhersku) z let 1735–1742. Díky němu se ví, v jakém stavu se farní kostel v Bratislavě nacházel v období před barokní úpravou. Je zmíněno mnoho uměleckých součástí interiérového vybavení, které se do dnešních dnů nedochovaly. Pouze se tak ví o existenci např. kolektivního reprezentačního náhrobku sedmi ostřihomských arcibiskupů v presbytáři (horní část náhrobní tabule zdobil obraz ukřižovaného Spasitele a nápis: FONS ET ORIGO BONORUM OMNIUM (Pramen a původ všeho dobra), či symbolického náhrobku Alexandra Velikého těsně u vstupu do chrámu. Verše na náhrobku, jejichž autorem byl kanovník katedrály, opat Michal Verešmárty, připomínaly panovníkům, přicházejícím do katedrály převzít symboly moci – korunu a žezlo – pomíjivost světských věcí. Nic se nezachovalo ani z malířské výzdoby rakouského malíře Josepha Bernharta Reinera Mahlera (fasádní freska nad portálem z roku 1741, dekorace hudebního chóru z roku 1747–1748).
V letech 1764 – 1766 se uskutečnila velká přestavba věže vyvolaná potřebou opravy po zásahu bleskem v roce 1760 (12. května). Až do toho roku byla věž v porovnání s velikostí chrámu malá, neproporční. Nad podstřešní římsu kostela vyčnívala jen jediným podlažím, ve kterém byla umístěna zvonice se zvony. Prostor zvonice byl pravděpodobně zaklenut gotickou křížovou klenbou a na všechny čtyři strany otevřený velkými gotickými okny. Jedno okno vedlo do podstřeší nad chrámovým trojlodím. Věž byla na nárožích vybudována z otesaných kamenných kvádrů. Ty přecházely ve výši oken zvonice do výklenků, ve kterých na mohutných konzolách stály sochy světců, přikryté kamennými stříškami, završenými typickými gotickými fiálovými věžičkami. Věž byla zakryta pyramidální stanovou střechou. Dá se předpokládat, že krytina byla z pálené hlíny.

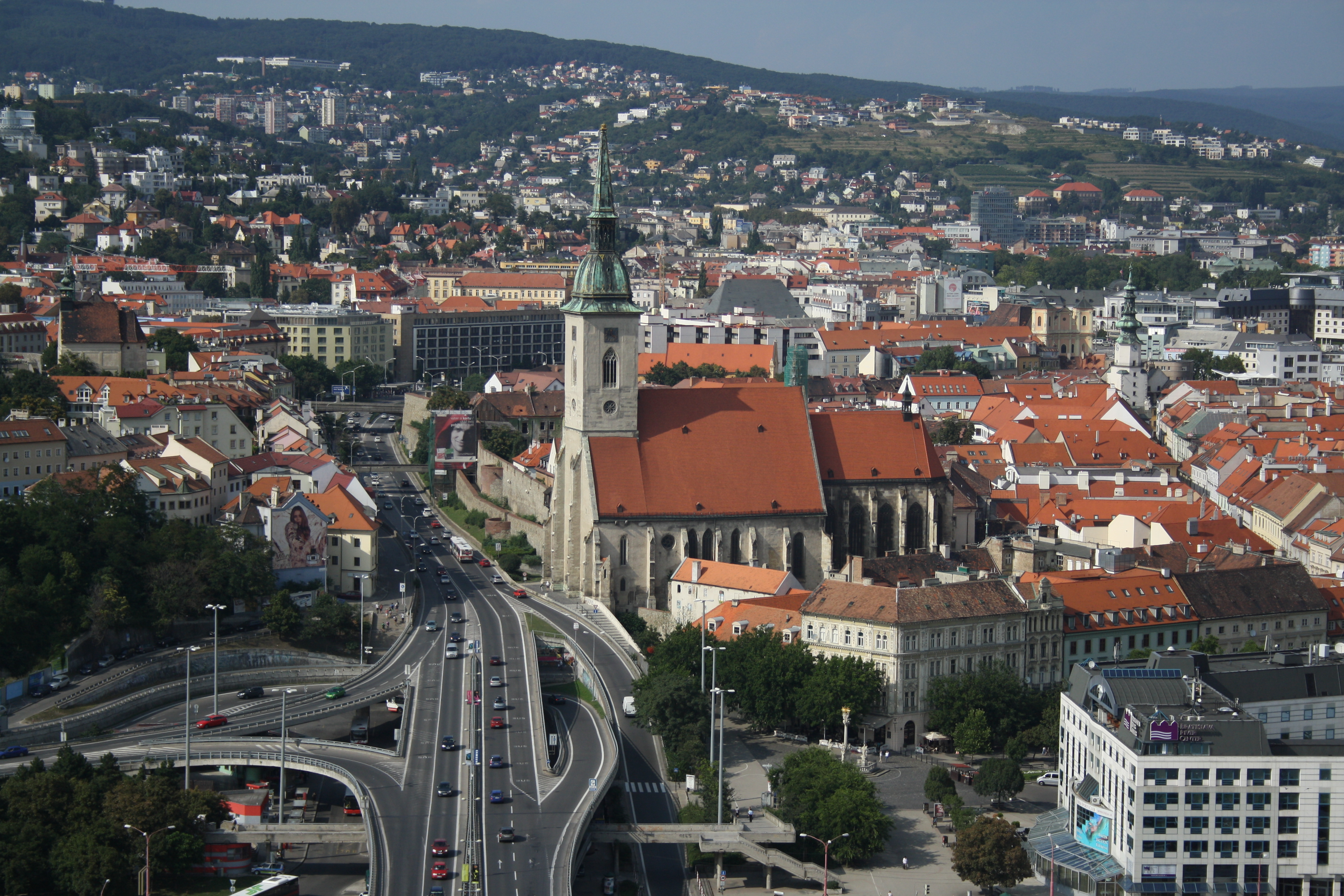
Pohled na katedrálu a přilehlou část historického jádra Bratislavy z vyhlídky nad Mostem SNP

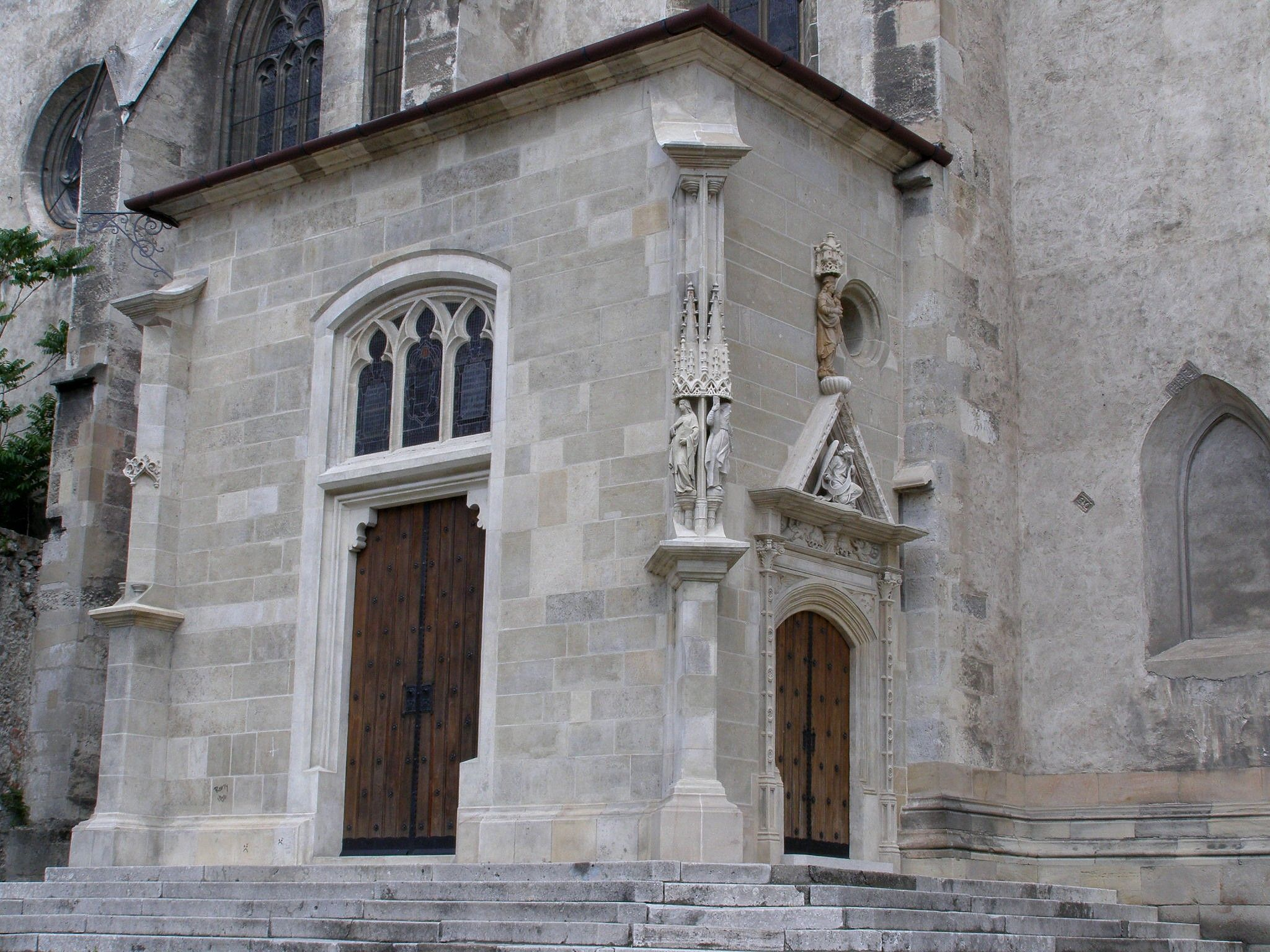
Pozdně gotická, tzv. jižní předsíň byla k jižnímu portálu přistavěna kolem roku 1510

Podle návrhu architekta uherské královské komory v Bratislavě Franze Antona Hillebrandta její přestavbu realizoval bratislavský stavitel Franz Karol Römisch. Věž, zvýšená asi o čtyřiadvacet metrů, dostala do nově vybudované části hodinový stroj se čtyřmi ciferníky. Současně přizpůsobili nový prostor pro zvony pod hodinovým strojem. Zvuk zvonů se rozléhal vysokými barokními okny na všechny čtyři světové strany. Změna nastala i v exteriéru věže. Přibyly zde nové architektonické prvky – pilastry, plastická bosáž, výrazné římsy. Skromnější gotický ráz věže tak ustoupil novým barokním představám tvůrců. Její pompéznost umocnila nová měděná helmice se zvlněným obrysem, na jejímž vrcholu v roce 1765 byl umístěn už ne kříž, ale pozlacený model uherské královské koruny. Slavnostní osazení koruny se konalo v úterý 15. října 1765, když do koruny předtím vložili památný pergamen se jménem královny Marie Terezie a dalších členů panovnického rodu. Koruna, vyjímající se na hrotu věže do dnešních dnů, se stala trvalým symbolem a připomínkou funkce bratislavské katedrály jako hlavního korunovačního kostela Uherska.
Při těchto úpravách byla dále na hlavní korunní římsu umístěna skupina barokních plastik – na pilíře vyčnívající ze západní fasády kamenné barokní sochy apoštolů svatého Petra a svatého Pavla, do výklenku ve středu fasády mezi nimi kolosální socha Krista.
V letech 1764–1766 se završila velká a slavná éra barokní výzdoby Dómu svatého Martina. Období druhé poloviny 18. století poznamenala stagnace zapříčiněná mimo jiné zavedením osvícenských reforem Josefa II. Jejich důsledkem byl např. zákaz zdůrazňování výzdoby chrámů, omezení osvětlování či redukce večerních bohoslužeb. Při Dómu zanikla bratrstva svatého Jana Almužníka a Božího těla a v roce 1787 vyšlo dokonce nařízení o zrušení bratislavské kapituly. I když mnohá z opatření přímo narušovala základní funkce kostela a vícero církevních představitelů s nimi nesouhlasilo, přece se část duchovenstva s panovníkovými nařízeními ztotožnila. Jedním z horlivých zastánců josefinské reformy v oblasti církevní politiky byl i známý spisovatel a kanovník bratislavské kapituly Jozef Ignác Bajza. V románu René mláďenca príhodi a skúsenosťi se postavil proti nadměrné pompéznosti kostelů: Nač je to množství drahocenných svícnů a lamp? Nač tolik drahých malířských, řezbářských, sochařských a zlatnických výtvorů?

### 19. století a regotizace
13. června 1833 věž opět zasáhl blesk. Jeho následkem vznikl požár, který věž i s korunou na její špici poškodil, zničil krov pod střechou, ale zvonům ani hodinovému stroji neublížil. Havarijní stav odstranili nejprve provizorně zastřešením jehlancovou střechou. Trvalo však třináct let, než ji definitivně opravili. Podle návrhu stavitele Ignáce Feiglera st. se však změnil tvar zastřešení tak, aby podle tehdejšího vkusu harmonizoval s gotickou architekturou chrámu. Vzhledem k citelnému poškození koruny prešpurští měditepci – Carl Mayer (autor koruny) a Johann Gschnatl (autor podušky) – zhotovili v listopadu 1846 zcela novou pozlacenou napodobeninu uherské královské koruny, kterou 25. listopadu 1846 po děkovné bohoslužbě vytáhli na věž kostela.
Korunu z věže sňali ještě dvakrát – to ale až ve 20., resp. 21. století. Poprvé tak učinili po téměř šedesáti letech v roce 1905. Dne 25. srpna toho roku ji po předchozím sejmutí (9. srpna 1905) a rekonstrukci (součástí bylo její pozlacení v dílně zlatnické firmy Mořice Weinstabla) na jediný den vystavili veřejnosti u severního vchodu svatyně. 26. srpna ji opět umístili na vrchol věže, i spolu s hromosvodem, který na ni upevnil místní profesor fyziky Franz Floridus Rómer. Zatím poslední rekonstrukce koruny spojená s jejím sejmutím z hrotu věže proběhla v období od 17. srpna do 27. září 2010. Od 27. září do 10. září 2010 byla pro návštěvníky vystavena v interiéru jižní předsíně. Před jejím opětovným osazením na věž do ní vložili dokumenty pro následující generace.
Chrámová okna pod věží byla upravena tak, aby dělala dojem originálních gotických oken. Fasáda západního průčelí a všechny strany věže byly doplněny štukovou dekorací, vycházející z gotických předloh. Věž s fasádou tak vytvořila jediný harmonický celek.
Období druhé poloviny 19. století přineslo nejvýraznější zásah do architektury chrámu. Znamenalo nástup radikálních změn a redukci barokního inventáře. Změny byly vyvolány novými názory panujícími v památkové péči druhé poloviny 19. století – purismem a historismem. Jejich iniciátorem a organizátorem byl městský farář a kanovník Karol Heiller (1811–1889). Architektem regotizace a současně autorem všech výtvarných návrhů mobiliáře presbytáře byl arcibiskupský architekt Jozef Lippert. Radami mu pomáhal i Arnold Ipoly-Stummer, vysoký církevní hodnostář a významný uherský historik umění té doby.
Hlavním smyslem těchto směrů byl návrat k původnímu gotickému chrámu, což vylučovalo přítomnost jakéhokoli díla, které by se po formální stránce neshodovalo s gotickými památkami 15. století; proto musely být z chrámového interiéru odstraněny všechny doplňky z pozdějších slohových období – renesance a baroka. Jako první byla v roce 1854 restaurována severní kaple svaté Anny. Došlo k odstranění oltáře, do polí křížové klenby přibyly ornamentální malby s medailonem čtyř evangelistů (dílo Carla Jobsta).
Stavební ruch však kostel zasáhl naplno v polovině 60. let 19. století, po založení Spolku na restaurování bratislavského dómu (Pressburger Domrestaurirugsverein) v roce 1863, v čele s Karlem Heillerem. Na realizaci regotizačních úprav měla největší podíl kamenická firma Aloise Rumpelmayera. Restaurátorské práce v presbytáři Dómu začaly 2. července 1865. Jako první odstranili epitafy, pohřební štíty a ostatní movité věci; hned za tím následoval Donnerův hlavní oltář. Přes nevoli a protesty nejen věřících, ale i odborníků; pro jeho odstranění argumentoval tehdejší místopředseda Spolku Teodor Edl:
| „ | Celé dílo nemá žádnou uměleckou hodnotu, a tak se jej lze vzdát bez znevážení jeho zasloužilého původce, jelikož hlavní dílo oltáře – jezdecká socha – se ponechává. | “ |
| — | |   |

Zlikvidovány byly i Donnerovy barokní stally (opěradla se dnes nacházejí ve vídeňském Paláci Kinských, busty koupil pro svou sbírku známý italský inženýr Grazioso Enea Lanfranconi, od něhož se dostaly do Budapešti) a dlažba.

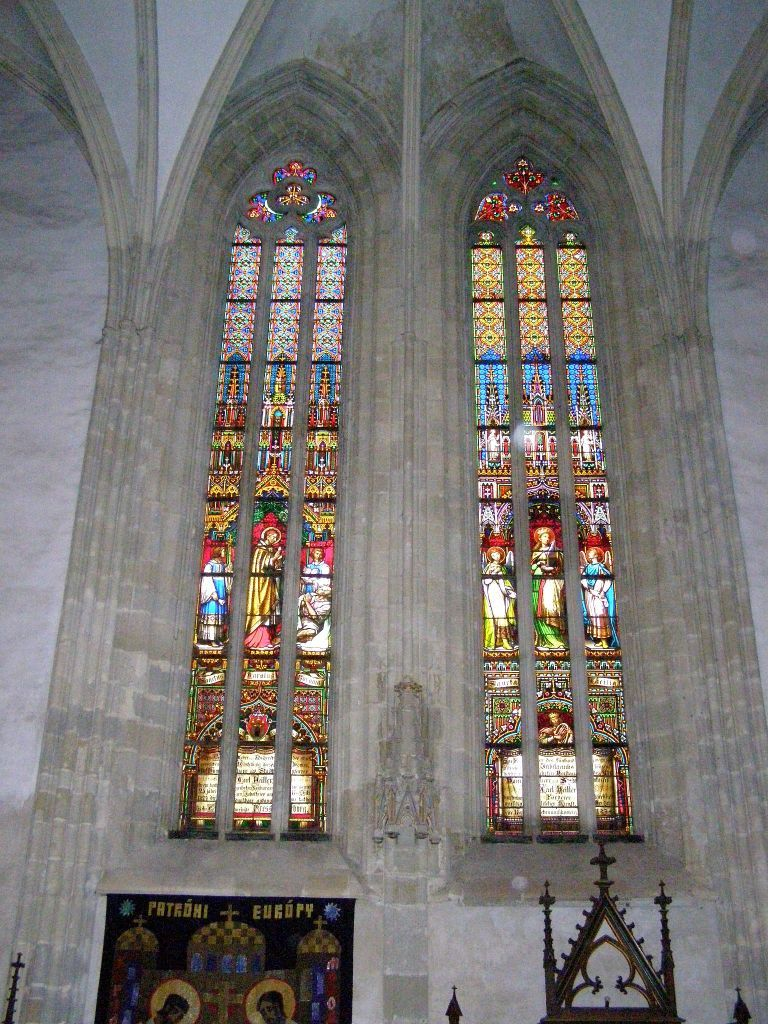
Dvojice vitrážových oken z roku 1875 v jižní lodi katedrály, věnovaných městskému faráři Karlu Heillerovi. Donátorem levého okna byla Autonomní katolická církevní obec. Okno vyplňuje obraz svatého Karla Boromejského, Heillerova patrona. Pravé okno má bohatší figurální výzdobu, které dominuje postava svaté Cecílie. Donátorem tohoto okna byl katedrální Církevní hudební spolek

Výsledkem těchto prací byl vzhled svatyně ve stádiu holé stavby. Vzápětí se přistoupilo k novému zařizování presbytáře v duchu historismu. Prvním krokem byla malířská výzdoba klenby. Ornamentálně dekorativní fresku namaloval Abondio Issey v roce 1866. Na levé stěně presbytáře přibyl malovaný stylizovaný dekorativní rám s iniciálou a se seznamem zde korunovaných panovníků, dílo malíře Carla Jobsta. Tentýž umělec se po malířské stránce podílel i na realizaci novogotického hlavního oltáře, který podle návrhu architekta Josefa Lipperta zhotovil truhlář Ignác Karger. Přestavěný presbytář vysvětil 11. listopadu 1867 uherský primas Ján kardinál Simor, jehož erb se nachází na varhanní empoře.
Po dokončení regotizace presbytáře se přistoupilo k úpravám i v chrámových lodích a kaplích. Z chrámu byly odstraněny všechny barokní oltáře jakož i ostatní barokní mobiliář. Počet nových, neogotických oltářů tak klesl na tři – Sedmibolestné Panny Marie, svatého Ondřeje a Kalvárie. Na sklonku 19. století došlo k velmi zásadnímu stavebnímu zásahu do exteriéru chrámu. Týkal se obnovy původně gotického portálu na severní straně chrámu a předcházely mu stavební úpravy bezprostředního okolí kostelní věže.
Až do léta 1892 plnila Domská věž dvě funkce; kromě běžné chrámové funkce, se vším co k tomu patří, byla současně i důležitou baštou městského opevnění, jehož dvojité hradby vrůstaly ze severu i z jihu přímo do chrámových zdí. Přes ně přečnívala mohutná chrámová věž předsunutá až do obranného příkopu a byla tak důležitým fortifikačním prvkem stavby. Právě v létě roku 1892 část opevnění přiléhajícího k věži odstranili a rázem se na jeho místě odkryly nové pohledy. Jako nejnevzhlednější prvek se ukázaly dřevěné dvoukřídlé chrámové dveře do té doby zastrčené v nehostinném uličním křídle. Nové řešení, už ne s dveřmi, ale s honosným segmentovým portálem zakomponovaným do představěné předsíně, prostor nejenže "provzdušnilo", ale také mu dodalo velkolepý vzhled. Nový portál v letech 1893–1895 zrealizoval prešporský stavitel Alexander Feigler podle projektu vídeňského architekta Karla Haybäcka.
Součástí regotizace Dómu svatého Martina bylo i osazení nových vitrážových oken. Dodnes představují samostatnou a důležitou kapitolu uměleckohistorické výzdoby katedrály svatého Martina, přičemž chrám patří mezi objekty s nejbohatším zastoupením vitráží na Slovensku. Jejich zhotovitelem byly firmy Karola Geylinga z Vídně a Eduarda Kratzmanna z Budapešti. Třiadvacet historizujících vitráží rozmístěných po celém obvodu zdí chrámu (ve svatyni a obou bočních lodích po devíti, na empoře za varhanami a v jižní předsíni po jednom a tři vitráže v kapli svaté Anny) má důležitou vypovídací historickou hodnotu – informují o době, ale zejména o osobách svých donátorů, kterými byli významní církevní hodnostáři, ale i světští představitelé města, a kteří jsou na nich na četných textech jmenovitě uvedeni. Okna bohatá na dekor i na figurální náměty jsou velmi zajímavým svědectvím z hlediska historického, heraldického a ikonografického. Vitráže bratislavské katedrály mají vysokou kvalitativní úroveň. Kromě ikonografické hodnoty jejich historicko-dokumentační hodnota spočívá nejen v dedikačních nápisech, ale i ve skutečnosti, že patří k minimu těch vitráží na Slovensku, kde lze prokazatelně identifikovat jak autora návrhu, tak i jeho realizátora.
Po skončení procesu regotizace dostal Dóm svatého Martina vzhled, jaký je znám dnes. 26. července 1877 jej slavnostně konsekrovali. Přestože rozsáhlou renovaci formálně ukončili až v devadesátých letech 19. století, některé následující úpravy probíhaly ještě začátkem 20. století.

## Prohlídka Dómu
Katedrála svatého Martina je trojlodní stavba halového typu s centrální lodí, dvěma postranními loděmi a představěným polygonálně uzavřeným presbytářem. Stavba je orientována ve směru západ-východ. Na západní straně je stavba ukončena vestavěnou hranolovitou věží. Z půdorysu stavby vystupují tři přístavby – na severní straně kaple svatého Jana Almužníka a kaple svaté Anny, na jižní straně tzv. jižní předsíň. Halová stavba i svatyně jsou zastřešeny sedlovými střechami pokrytými taškami.

### Exteriér

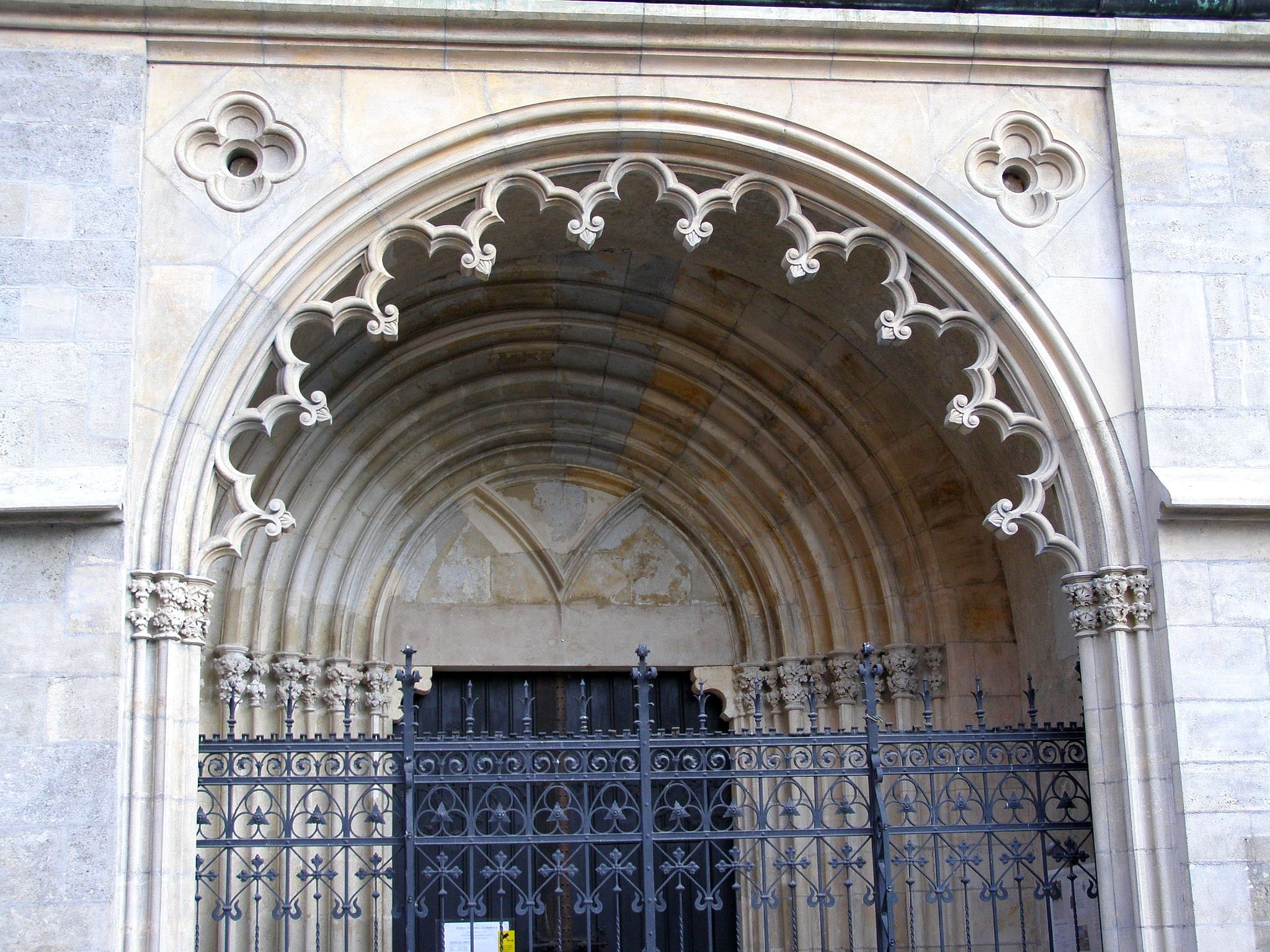
Hlavní severní portál ze začátku 15. století s ostěním neogotické předsíně

Dominantním architektonickým prvkem chrámu je západní vestavěná věž. Ukončena je neobarokní helmicí s modelem uherské královské koruny. Na fasádě zvonice je nad lomenými okny umístěna čtveřice hodinových ciferníků (každý o průměru dvě stě padesát centimetrů).
Dóm svatého Martina má tři vchody: jeden z jižní a dva ze severní strany. Hlavní neogotický segmentový portál z let 1893–1895 se nachází na severní straně kostela. Druhým severním vchodem je malý portál vedoucí do svatyně. Tento vstup probourali v roce 1825 v rámci příprav korunovace čtvrté manželky císaře Františka II. Karolíny Augusty. Portál zaujme kovovými dveřmi, které jsou však mnohem mladší – pocházejí až z konce 19. století. Nad dveřmi na vrcholu tympanonu je pod křížem, doplněným stylizovanými liliemi a nápisem ihs, dvouřádkový latinský text s mementózním poselstvím: CRUX REGAT INTRANTES SIC REGAT EGREDIENTES (Ať kříž usměrňuje stejně vcházející i vycházející).
Západní průčelí chrámu s věží se nacházelo za městskými hradbami. Věž tak byla součástí městského opevnění a tedy musela splňovat fortifikační funkci: nesměla mít portál, kterým by případný nepřítel mohl přes kostel vniknout do města, ani okna. Na posílení obrany západního průčelí sloužila dvojice malých postranních věžiček s vřetenovými schodišti, přistavěnými k bočním lodím v prostoru podvěží v první třetině 15. století.

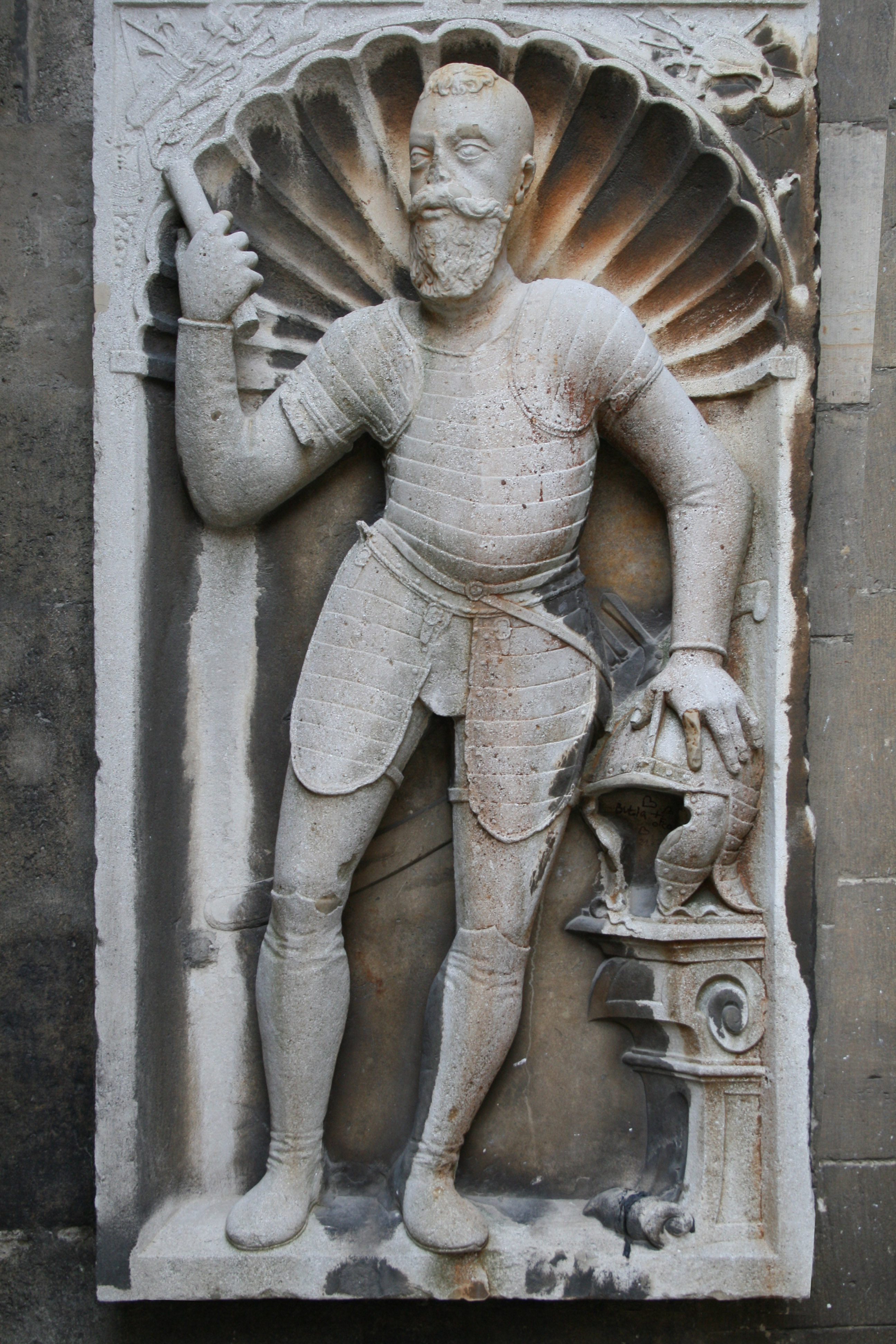
Epitaf chorvatského bána Jana II. Draškovice u severní zdi katedrály. Slavný bojovník proti Turkům zemřel v Bratislavě v roce 1613. Po jeho boku je pochován také jeho syn Jan III. Drašković.

Před jižní portál z prvního desetiletí 15. století (kdysi hlavní vchod do kostela) mezi lety 1510–1520 představěli tzv. jižní předsíň, výškově oddělenou schodištěm od okolního terénu. Nad širokým renesančním portálem v zúženém štítě je dodnes zachován původní kamenný reliéf z konce 14. století, na kterém dva andělé nesou šátek svaté Veroniky s otiskem Kristovy tváře. V tympanonu nad portálem je umístěna soška klečícího anděla držícího stuhu s nápisem VENITE ADOREMUS DOMINUM (Pojďte a klaňme se Pánu; jde o úryvek šestého verše 95. žalmu: „Pojďte, skloňme se, v úctě se pokloňme, poklekněme před Hospodinem, svým Pánem“) od neznámého vídeňského sochaře. K instalování skulptury anděla do tympanonu došlo za regotizace Dómu v 70. letech 19. století.
Portál, jakož i předsíň kolem roku 1879 nevhodně přestavěli. Předsíň zakryli plochou plechovou střechou. Sochařskou výzdobu předsíně (ze starších skulptur se zachovala jen socha Panny Marie s Ježíškem z období kolem roku 1650 umístěná na mušlové konzoli) představuje dvojice světců pod baldachýnem na opěrném pilíři – svatého Ondřeje, jemuž byla zasvěcena jedna z kaplí na Dómském hřbitově, a svaté Terezie.
Exteriér chrámu upoutá i zajímavou sochařskou a reliéfní výzdobou. Na zdi kaple svaté Anny se v baldachýnových výklencích nacházejí sochy svatého Josefa, svaté Alžběty a svaté Heleny. Původně zde byly umístěny tři dřevěné skulptury – svaté Anny, svatého Jáchyma a svatého Josefa. V polovině 19. století byly všechny sochy odstraněny a místo nich zde umístili nové, kamenné sochy (svatou Annu a svatého Jáchyma přitom nahradili skulpturami svaté Heleny a svaté Alžběty).
Vzácnou heraldickou památkou je dvojice erbů uherského krále Matyáše Korvína osazená na opěrném pilíři na jižní straně presbytáře. V Dómu svatého Martina se zachovala největší skupina renesančních a barokních náhrobků z bratislavských kostelů, ale ve srovnání s archivními údaji a popisem Dómu je to jen malý zlomek z někdejšího bohatství renesanční a barokní sepulkrální plastiky, jejichž rapidní úbytek způsobily zejména josefínské reformy a Heillerova regotizace Dómu. Mezi epitafy, které lze dnes obdivovat při prohlídce exteriéru chrámu, patří především kovový renesanční bohatě zdobený epitaf Barbory Widmanové z roku 1549, druhotně osazený na konci 19. století na jihovýchodním opěrném pilíři, který obsahuje motiv bolestného Krista s nástroji jeho utrpení. Dalšími, z historického pohledu významnými náhrobními deskami, je skupina pěti epitafů osazených do bočního výklenku jižní lodi kostela. Z nich zřejmě nejzajímavějším, ale i nejzáhadnějším, je epitaf prešporského kanovníka, humanisty, lékaře a filologa Nicasia Hectora Ellebodia.

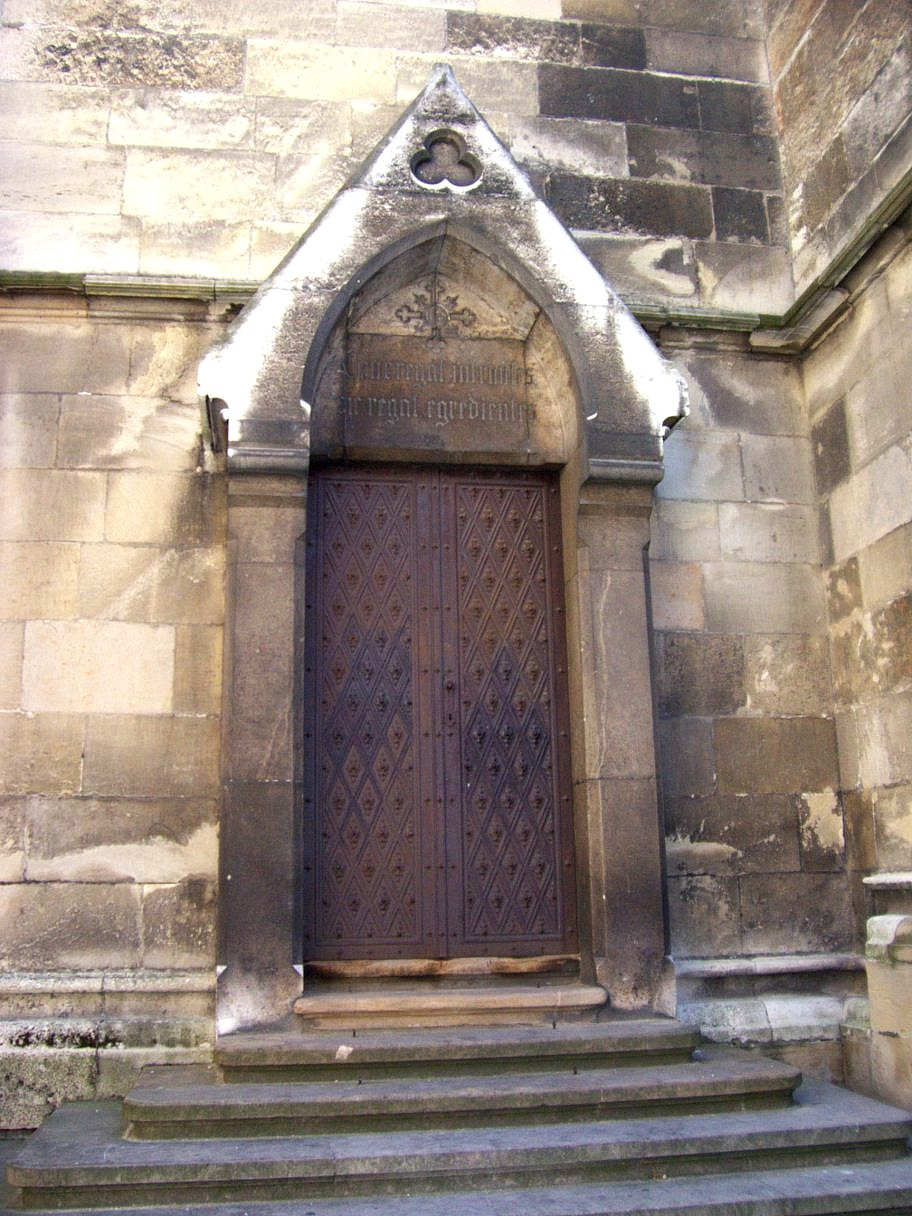
Malý portál na severní straně presbytáře. Vchod vznikl v roce 1825, samotný portál a dveře však pocházejí až z konce 19. století

Náhrobní deska pocházející ze sedmdesátých let 16. století obsahuje kromě oslavného nápisu reliéfní ztvárněnou hlavu boha Jana, jednoho z nejstarších římských božstev. Jeho dvě tváře, mladistvá a vousatá, symbolizují dva protipóly – život a smrt, začátek i konec, božskost i lidskost, časnost i věčnost. Dalšími jsou epitaf dvorního rádce a diplomata barona Wolfganga von Soreu z roku 1563, náhrobky městského radního Jiřího (Georga) Gruebmillera z roku 1576 a mramorový epitaf děkana prešpurských kanovníků Gaspara Romera z roku 1517.
Epitafy se až do sedmdesátých let 19. století nacházely v interiéru Dómu. Dnes jsou však, vzhledem k jejich umístění, přehlíženy běžnými návštěvníky. Jeden z nejobdivovanějších epitafů je umístěn nad kryptou Pálffyů u severního zdi katedrály. Nástěnný epitaf z roku 1613 patří chorvatskému bánovi a bojovníkovi proti Turkům Janu Draškovičovi. Předlohou pro jeho zhotovení byla střední, figurální část mramorového epitafu uherského palatina Štěpána Ilešházyho z roku 1609, umístěného ve farním kostele Nanebevzetí Panny Marie v Pezinku. Bratislavský Draškovičův epitaf je však z uměleckého hlediska pouze průměrnou kamenickou prací.
Vlevo od hlavního portálu vztyčili na konci 19. století mohutný travertinový kříž. Byl postaven u příležitosti přechodu z 19. do 20. století a slavnostně posvěcen 28. října 1900. Při své instalaci dostal pojmenování jubilejní, protože ho postavili u příležitosti dvou jubileí, O které výročí jde, ozřejmují nápisy na samotném kříži – nápis na vrchní části svislého břevna připomíná, že byl osazen 1900 let od Kristova narození (ANNO CHRISTI MUNDO NATI 1900), v dolní části stojí, že byl vztyčen 900 let od znovuzrození domoviny v Kristu (ANNO PATRIAE CHRISTO RENATAE 900). Příčné rameno obsahuje pouze jednoduchý nápis JESUS CHRISTUS – DEUS HOMO (Ježíš Kristus – Bůh a Člověk) pokračující druhou částí vytesanou pod spojnicí svislého a příčného ramene: VIVIT REGNAT IMPERAT (..., jenž žije, kraluje a vládne.). Kříž zhotovila kamenická firma Rumpelmayer podle předlohy městského faráře Edmunda Zandta.

### Interiér
Po vstupu přes hlavní portál se návštěvník ocitne v podvěží chrámu. Interiérová výzdoba pochází, kromě malých výjimek, z období regotizační přestavby ve druhé polovině 19. století.

#### Presbytář

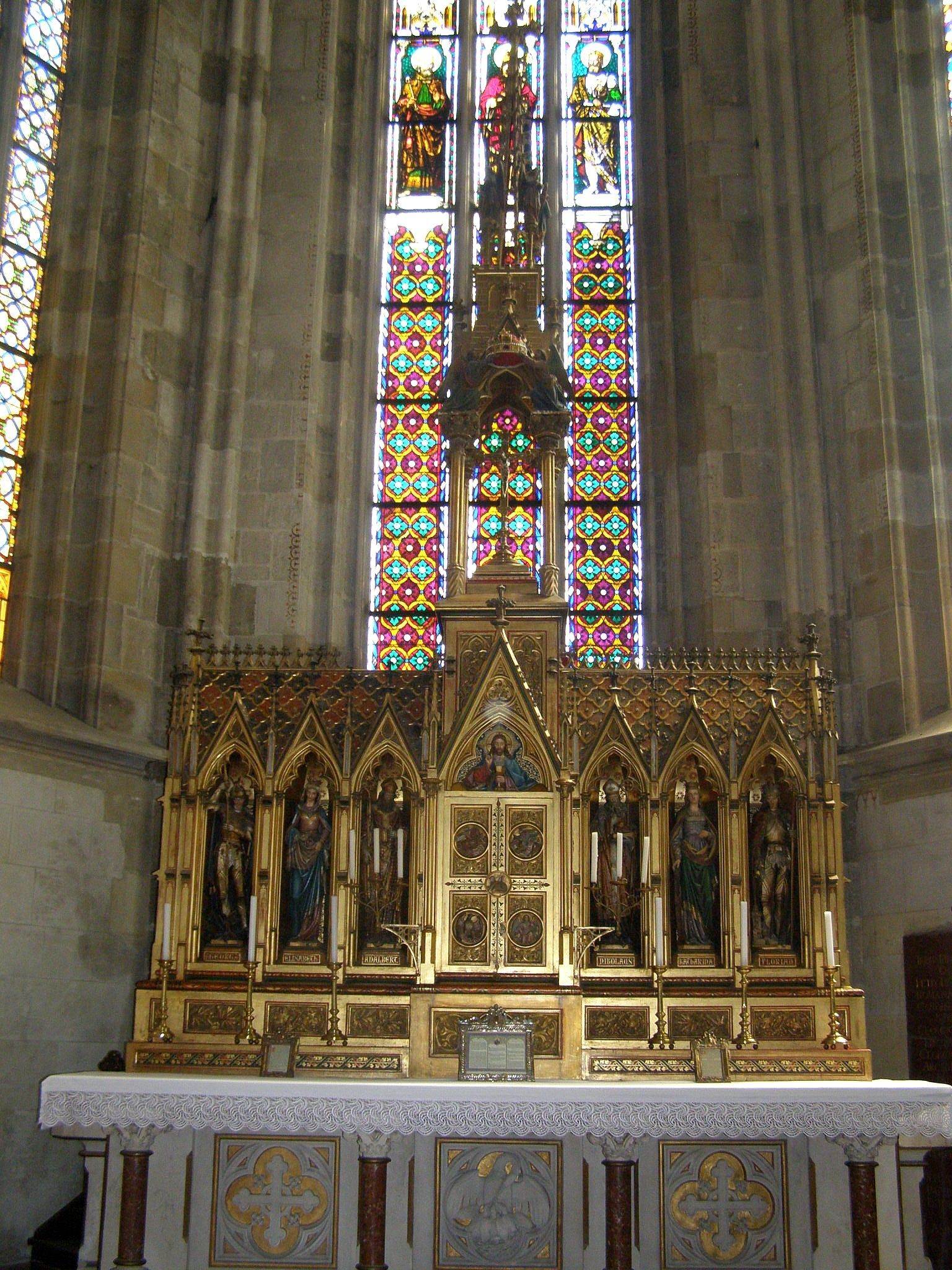
Neogotický hlavní oltář v závěru presbytáře

Neobvykle dlouhý a úzký presbytář vznikl během gotické výstavby v letech 1476–1487. Od trojlodí je výškově oddělen třemi schody z červeného mramoru. V jeho závěru stojí od druhé poloviny 19. století novogotický hlavní oltář, který podle návrhu architekta Josefa Lipperta zhotovili truhlář Ignác Karger a malíř Carl Jobst. Na oltáři ve tvaru středověkého relikviáře (jako předloha architektonického ztvárnění hlavního oltáře sloužilo Lippertovi jeho vlastní dílo, tzv. Svatoštěpánský relikviář z roku 1862) nad oltářní menzou stojí tabernákulum a dvě postranní pevná křídla. Do šesti nik křídel umístil architekt šest soch světců. Jsou uspořádány v symetrické a "funkční" hierarchii – na okrajích jsou dva vojáci (vlevo svatý Jiří a vpravo svatý Florián), blíže ke středu dvě světice (vlevo svatá Alžběta a vpravo svatá Kateřina Alexandrijská). Střední niky obsahují sochy dvou biskupů – vlevo svatého Vojtěcha (Adalberta) a vpravo svatého Mikuláše. Plastiky jsou dílem vídeňského sochaře Johanna Hutterera.
Všichni tady sochařsky zpodobnění světci měli vztah k Bratislavě – na svátek svatého Jiří se v Dómu udělovaly plnomocné odpustky; svatého Floriána jako ochránce před požáry uctívala mnohá města (v Dómu mu byl nejpozději od roku 1461 zasvěcen jeden z oltářů); svatá Alžběta se v Bratislavě narodila, svatá Kateřina a svatý Mikuláš byli patrony nejstarších kostelů ve městě, svatý Vojtěch byl patronem ostřihomské arcidiecéze, do které patřila i Bratislava. Sochy jsou zobrazeny v tradiční ikonografické kompozici: svatý Jiří jako středověký rytíř zabíjející kopím draka, svatá Alžběta s růžemi v náručí, svatý Vojtěch kromě tradiční berly, symbolu biskupského úřadu, drží v pravé ruce oštěp, který připomíná světcovu mučednickou smrt v roce 997 u pruského Fischhausenu, na levém předloktí svatého Mikuláše leží kniha s třemi jablky připomínajícími legendu ze světcova života o záchraně cti tří chudých dívek před prodejem k prostituci tím, že jejich otci poskytl finanční pomoc, svatá Kateřina je zobrazena s tradičním zlomeným kolem a svatý Florián jako římský voják v brnění, vylévající z džbánu vodu; pod vytékající vodou však není obligátní hořící budova, ale symbolické plastické ztvárnění Bratislavy s jejím městským znakem.
Dvířka oltářního tabernákulu zdobí pět malovaných kruhů s medailony čtyř evangelistů a se středovým medailonem s motivem Beránka. Nad tabernákulem v tympanonu je umístěna reliéfní polopostava žehnajícího Krista v levé ruce s kalichem a hostií.
Nástavec hlavního oltáře tvoří bohatě zdobená věžovitá architektura doplněna troubícími anděly a anděly nesoucími královskou korunu.
Konsekraci nového hlavního oltáře provedl v roce 1867 na svátek svatého Martina – 11. listopadu – ostřihomský arcibiskup Ján Šimor. Vedle obou bočních stěn presbytáře stojí kanovnická stalla, která rovněž vznikla podle předlohy Josefa Lipperta. V letech 1863–1878 je zhotovila umělecká dílna Antona Fürsta a Johanna Hutterera. Pozoruhodným uměleckým doplňkem stall je dvaadvacet drobných lidských i zvířecích plastik (starý muž, žena, pelikán, kohout, opice, fénix, slon, medvěd aj.), které mají ikonografický význam. Součástí severních kanovnických stall jsou chórové varhany z roku 1867.
Jedním z příkladů gotické architektury je žebrová klenba obsahující na třiadvaceti svornících erby rodů a znak měst a krajů, které podporovaly výstavbu svatyně nebo souvisely s králem Matyášem Korvínem. Jsou zde znaky Bratislavy, erby Matyáše Korvína, znaky zemí, jimž vládl – Uherska, Česka, Lucemburska, Dalmácie, Dolní Lužice, Moravy, Slezska a Rakouska, erby královy druhé manželky Beatrix Neapolské, Mikuláše Bánffyho, prešporského župana a diplomata ve službách Matyáše Korvína, erb Ernuštů (příslušník rodu Jan II. Ernušt byl turčanským županem a královým přívržencem), erb Urbana Dóczyho z Veľké Lúče, jágerského biskupa, a erb Csoborů (nejvýznamnější představitel Michal Cobor byl gemerským županem a budínským hradním kapitánem). Do souboru patří i dva znaky s datováním – 1476 (rok dokončení hrubé stavby svatyně) a 1487 (rok její úplné dostavby).
Žebrová pole klenby vyplňuje dekorativně ornamentální fresková výmalba. Její realizací byl v květnu 1866 pověřen původem švýcarský malíř Pietro Isella (1827–1887). Pocházel z města Morcote u Luganského jezera a byl absolventem milánské Akademie výtvarných umění. Pracemi tohoto umělce se může pochlubit řada staveb ve Vídni, ale také v jiných městech (např. v Terstu). Jeho úkolem bylo v duchu "návratu" Dómu k původnímu slohu 15. století:
| „ | ...mnohobarevnou výzdobu uskutečnit ne moderním, ale odpovídajícím způsobem v slohu doby, v níž ho postavili. | “ |

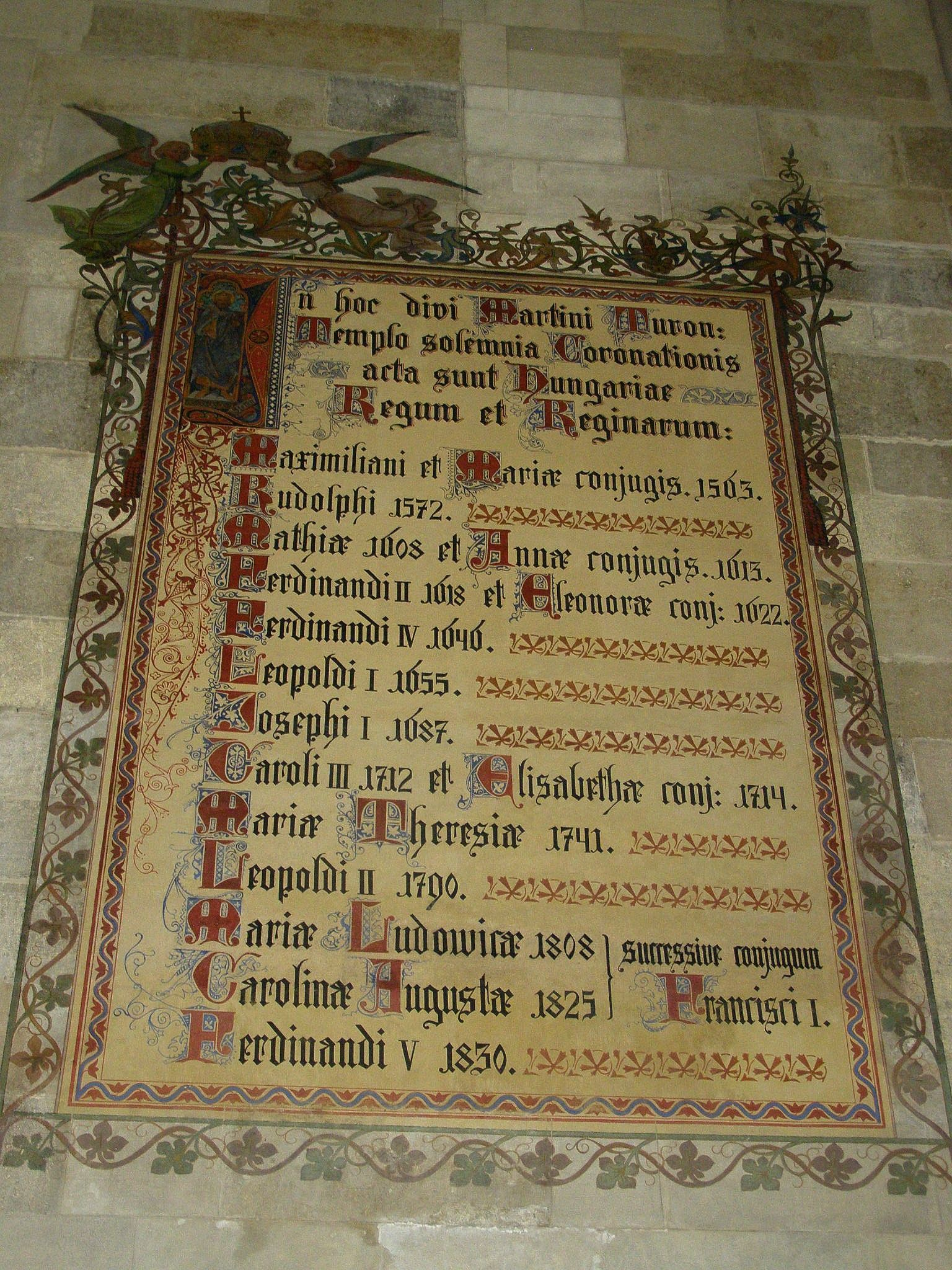
Dekorativní rám se seznamem panovníků korunovaných v Dómu v období let 1563–1830

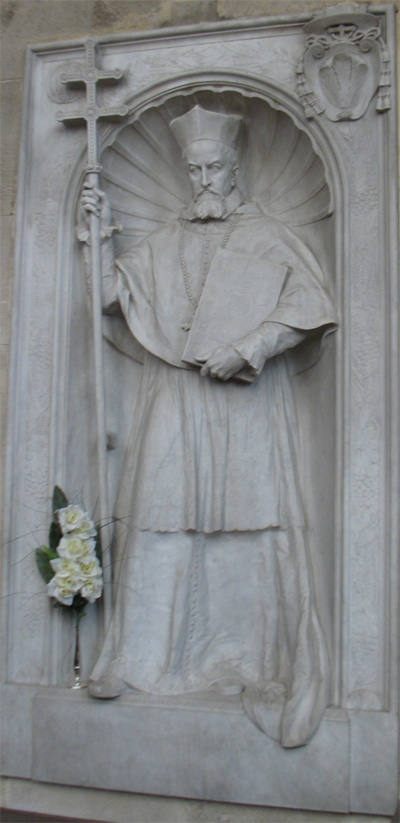
Alojz Rigel, Epitaf kardinála Petra Pázmaňa, 1914, mramor, severní stěna presbytáře Dómu

Isella měl zaplnit rozsáhlou plochu klenby presbytáře, rozdělenou vystupujícím žebrováním na jedenáct lunet, osmnáct kosodélníků a sedm trojúhelníků. V duchu gotické náboženské ikonografie vyplnil žebrové pole symbolickými malbami. Přístěnné lunety obsahují medailony se symboly čtyř evangelistů; lunetu nad hlavním oltářem zdobí motiv vítězného Beránka. Kosodélník Isella zaplnil girlandami révy symbolizujícího Kristova slova podle Janova evangelia: "Já jsem vinný kmen, vy jste ratolesti. Kdo zůstává ve mně a já v něm, ten nese mnoho ovoce" (Jan 15,5).
Trojúhelníkové pole klenby ve směru od závěru presbytáře k vítěznému oblouku obsahují motivy holubice jako symbolu Ducha svatého, Boží pravice, Božího oka doplněného nápisem IHS, pelikána krmícího mláďata vlastní krví (jedna z tzv. Prefigurací Krista, symbolizující Ježíšovu vykupitelskou roli, když na kříži prolil vlastní krev za spásu lidstva); poslední dvě pole vyplňuje hustě komponovaný břečťan, což má být připomínkou jednoho z kázání svatého Augustina, který břečťan dává do souvislosti s těmi, kteří "se vzali v zahradě církve " (tj. slíbili věrnost své víře).
Na severní stěně presbytáře pochází z dob neogotické úpravy malovaný dekorativní rám s iniciálou písmene I, obsahující postavu prvního uherského krále Štěpána I. Nad levým horním okrajem rámu dvojice andělů nese svatoštěpánskou korunu. Rám obsahuje seznam jedenácti králů a šesti královen, kteří byli v Svatomartinské katedrále korunováni v letech 1563–1830. Navzdory nesporné historické a dokumentační hodnotě na seznamu vyskytují chyby. Kromě absence jmen dvou z celkem osmi zde korunovaných královských manželek – Marie Anny Španělské a Marie Eleonory Gonzaga (první a třetí manželky Ferdinanda III.) – je tu ještě jedna nepřesnost při jménu Ferdinanda IV. Na seznamu uvedený rok 1646 je nesprávný – korunovace se konala o rok později.
Na severní a jižní stěně presbytáře jsou v nikách pod baldachýny klenbových přípor umístěny sochy apoštolů svatého Petra (severní stěna) a svatého Pavla (jižní stěna), díla Johanna Hutterera.
Součástí interiérového vybavení svatyně je i čtveřice náhrobků (tří starších, které unikly puristickým úpravám, a jednoho novějšího) – biskupa Františka Ujlakyho (z roku 1555), Mikuláše Pálffyho (dílo Caspara Mennelera z roku 1601), biskupa Martina Petheho (z roku 1607) a arcibiskupa Petra Pázmaňa (dílo Aloise Rigela z roku 1914). U prvních tří náhrobků jde pouze o torza – střední figurální části – původně honosných náhrobkových pomníků. Náhrobek jágerského biskupa a královského místodržícího Františka Ujlakyho z období kolem roku 1555 je zajímavý díky poeticky podaným údajům o biskupově věku a roku úmrtí: „Mille est quingentas et quinque sequentia messes, lustra abiere decem, cum super astra feror"  (Prošlo již tisíc a pět set pět po sobě jdoucích sklizní, pěti let desítka, když se nad hvězdy zde vznáším já). Vápencový epitaf protitureckého bojovníka, prešpurského hlavního župana, kapitána Bratislavského hradu a diplomata Mikuláše II. Pálffyho začal původně tvořit augsburský sochař Paul Mayer, který však během práce umřel. Dílo pak v roce 1601 dokončil jihoněmecký sochař Gaspar Menneler. Po puristických úpravách v druhé polovině 19. století zůstalo z ornamentálně bohatého epitafu pouze torzo, ale na základě smlouvy, modelu a náčrtu a akvarelu malíře Jakuba Alta (1789–1872) z roku 1848 lze rekonstruovat jeho původní vzhled. Podle zmíněných pramenů šlo o přístěnný epitaf, který po pravé i levé straně ústřední niky s postavou Pálffyho v brnění obsahoval dvě menší niky s archanděly Michalem a Rafaelem.
Epitaf kaločského arcibiskupa, rábského biskupa a uherského místodržícího Martina Petheho z Heteše (biskupem v letech 1598–1602) vytvořil neznámý bratislavský sochař dva roky po prelátově smrti. Arcibiskup zemřel ve Vídni 3. října 1605, ale přál si být pohřben v Dómu svatého Martina po boku svých rodičů. Epitaf zhotovený z červeného mramoru je stejně dnes pouze torzem, střední částí monumentálního přístěnného náhrobku, ze kterého zbyl jen reliéf s biskupovou postavou držící v pravé ruce kříž a v levé berlu, symbol biskupského úřadu, a knihu.
Umělecky i ikonograficky je zajímavý Rigelův náhrobek arcibiskupa a kardinála Petra Pazmaně (1570–1637). Umělec po prvotním, nerealizovaném návrhu na arcibiskupův náhrobek se sedící postavou arcibiskupa z let 1906–1907, vytvořil v roce 1914 dnešní epitaf v neorenesančním stylu z carrarského mramoru (rozměry epitafu 180×120×30 cm). Epitaf vyhotovený jako pendant epitafu hraběte Mikuláše Pálffyho slavnostně odhalili 7. června 1914. Postava arcibiskupa, horlivého obhajovatele protireformačního zápasu, drží v pravé ruce vztyčený dvouramenný kříž a v levé zavřenou knihu, na obálce níž lze číst: HODEGUS AZ ISTENI IGAZSÁGRA VEZERLŐ KALAUZ s latinským vročením 1613. Pod latinským nápisem HODEGUS (tj. Průvodce) je úplný maďarský název nejvýznamnějšího Pázmaňova literárního díla Průvodce k Boží pravdě, jehož první vydání vyšlo v uvedeném roce v Prešpurku. Na podstavci sochy Rigel dílo signoval – FECIT ALOYSIUS RIGELE SCVLPTOR POSONIENSIS AD MCMXIV. Rigelovi při práci na tomto epitafu (při vytváření sádrového modelu) pomáhal italský kamenosochař a učitel z vídeňské Akademie Angelo Celli. Je zjevné, že Rigel se při tvorbě Pázmaňova epitafu inspiroval kardinálovou sochou z roku 1884 od turínského sochaře Pietra della Vedova (1831–1898), která zdobí první pilíř ostřihomské baziliky.

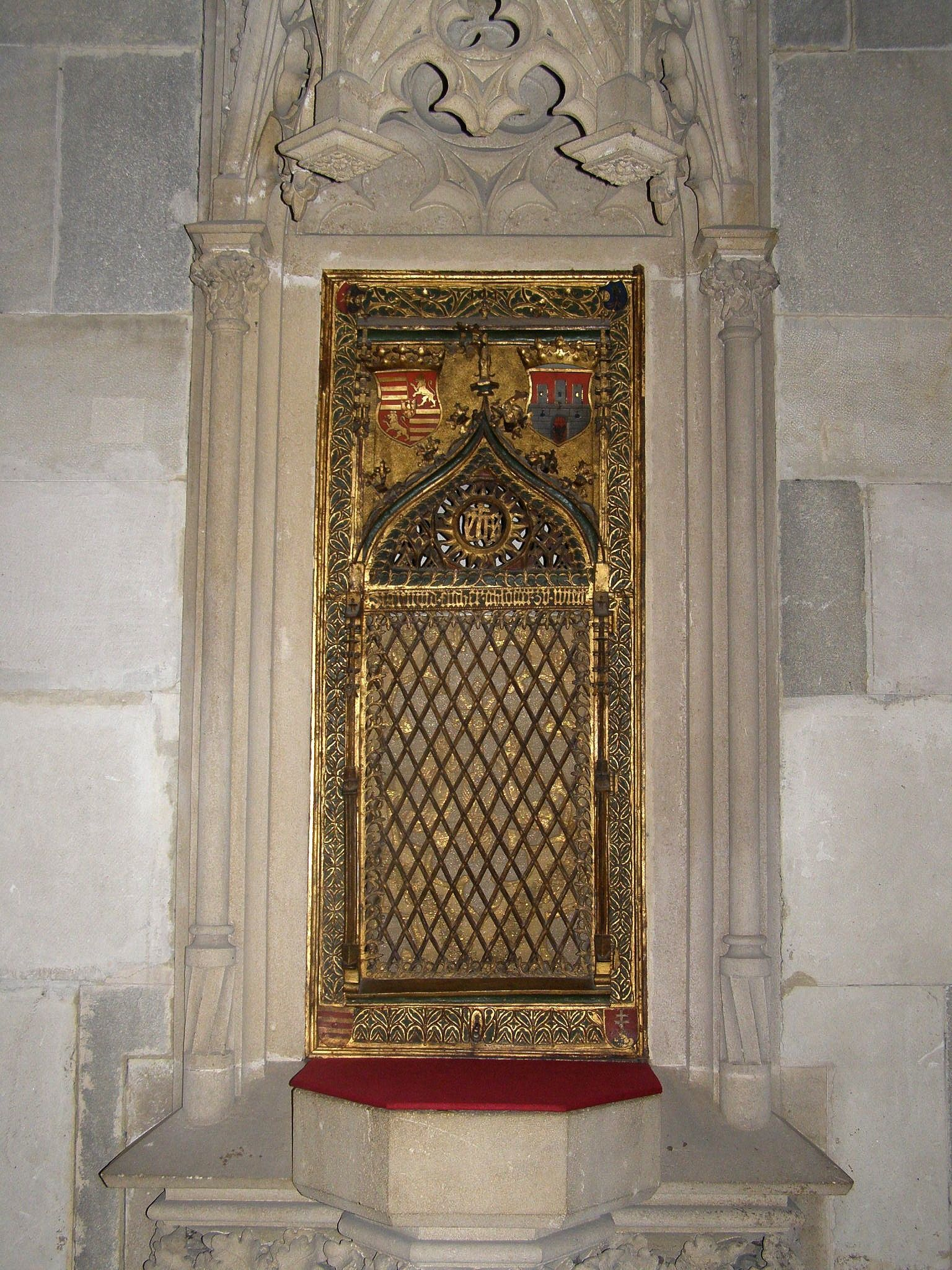
neogotické pastoforium obsahující dvířka z původního pastofória z 15. století

Na jižní stěně je umístěno neogotické pastoforium obsahující dvířka z původního gotického pastoforia z 15. století. Pískovcový rám pastofória v podobě fiálového baldachýnu s piedestalem je Huttererovým dílem. Nad bohatě zdobenými dvířky, která vyhotovil vídeňský umělecký zámečník Sigismund Fischer, je umístěn sluneční kruh s minuskulou YHS (řecký přepis prvních tří písmen jména Ježíše). Dvířka dali v roce 1867 zrestaurovat Štefan Rakovský, městský historik a spoluzakladatel Městského muzea, a jeho manželka Helena Majthényiová. Skutečnost dokládá nápis v latině umístěný na kamenné stuze pod podstavcem pastoforia: STEPH. RAKOVSZKY DE NAGY RAKO ET HELENA BARON. MAJTHENYI DE KESSELEÖKEÖ KONJUGES EX VOTO 1867.
Prosvětlení svatyně zajišťuje devět vitrážových oken, z nichž po historické i umělecké stránce zaujme šest. Kromě čelního okna, kterému dominují tři postavy – patrona chrámu mezi dvěma nejvýznamnějšími uherskými králi (Štěpánem I. a Ladislavem I.) – každé z dalších pěti oken podává svědectví o svých donátorech. Na jižní stěně svatyně jsou to tzv. okno manželských párů a okno kanovníků. Čtyřdílné okno manželských párů Dómu věnovalo osm manželských dvojic, příslušníků významných uherských rodů (převládají rody Dessewffy a Wenkheim); jejich donátorství připomíná osm párů rodových erbů umístěných ve spodních částech každé z okenních tabulí. Východněji se nachází okno kanovníků, které věnovalo devět kanovníků-učenců, z nichž se někteří významně zapsali do slovenských dějin. Okna Scherzů, obchodnické gildy a Majthényiů prosvětlují prostor presbytáře z jižní strany. Okno Scherzů v roce 1866 věnovali tři synové obchodníka a městského radního Filipa Scherzo de Vaszoja, z nichž se nejznámějším stal nejmladší Karel, oblíbený kněz v trojičním kostele v Podhradí. Čtyřdílné okno obchodnické gildy věnovalo deset členů obchodního sdružení nazvaného Prešporská obchodnická gilda v roce 1865. Donátory posledně jmenovaného okna ve svatyni byli manželé Štefan Rakovský a Helena Majthényiová.

#### Hlavní loď
Hlavní loď je od bočních lodí vizuálně oddělena osmi podpěrnými sloupy (po čtyřech na obou stranách). Z hlavic pilířů vybíhá žebrová klenba pocházející z první poloviny 15. století. Do středu stropu hlavní lodi umístili stavitelé prstencový svorník s otvorem do nebes přikrytý terčem se symbolem Ducha svatého. K druhému severnímu pilíři je přistavěna neogotická kazatelna zakončená stříškou.

#### Pravá loď

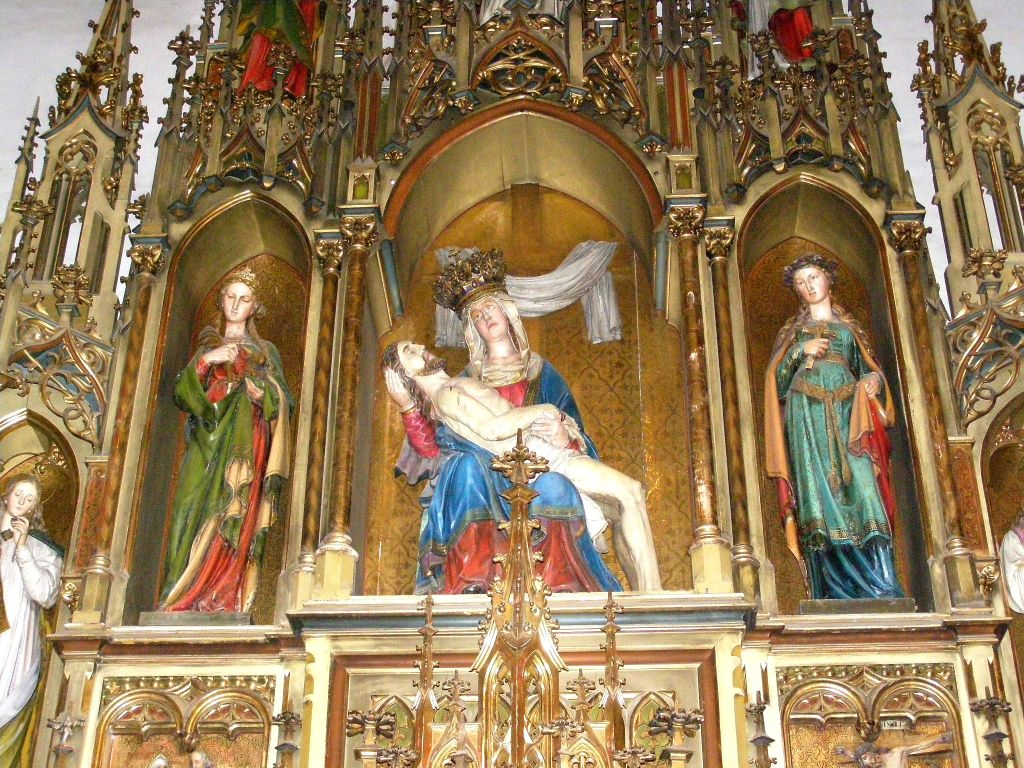
Panna Marie s ukřižovaným Kristem, po stranách sochy světic: vlevo Anežka Římská, vpravo Svatá Helena; detail z oltáře Sedmibolestné Panny Marie

Dominantou pravé (jižní) lodi je oltář Sedmibolestné Panny Marie (oltář Piety). Dominuje mu ve středu osazená socha Panny Marie, držící v náručí ukřižovaného Krista, jejíž vznik se spojuje s "duchařskou" legendou. Její hlavní představitelkou byla jistá Regina Fischerová, 19letá dívka, pocházející z Hallstattu a bydlící v Prešpurku. Od pondělí 24. června 1641 do neděle 29. června 1642 se jí asi stokrát zjevil duch, který se představil jako někdejší rychtář prešpurského předměstí Hans Klement Zwespenbauer. Požadoval po Regině, aby od jeho vdovy vyžádala dvě stě zlatých, které během svého života získal při loupežné vraždě. Připomněl ještě, že navzdory nesmírnému pokání, které provedl, se neumí vysvobodit z očistcového utrpení. Stane se prý až poté, co se naplní slib, který dal ještě před smrtí, že z uloupených peněz dá pro hlavní městský kostel vyhotovit sochu Bolestné Matky, držící v klíně svého ukřižovaného Syna. Na důkaz své autentičnosti duch vypaloval otisk dlaně nebo kříže na truhlici, sukno nebo papír.

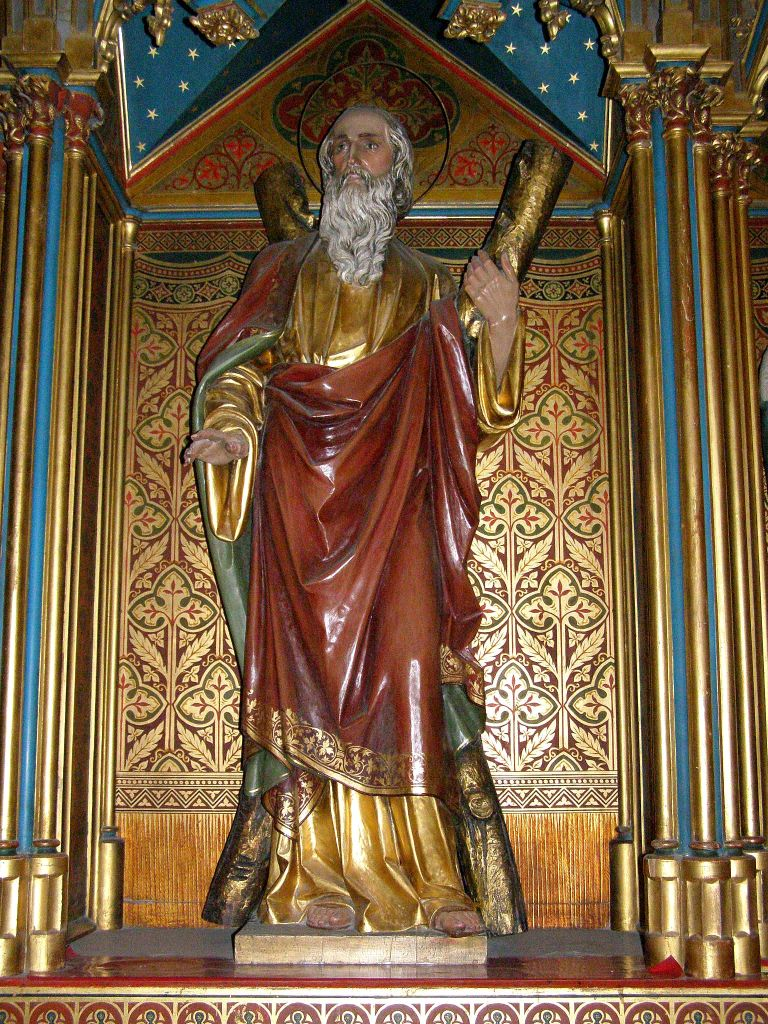
Socha svatého Ondřeje ze stejnojmenného oltáře

Na soše Panny Marie zaujme honosná stříbrná koruna, která byla podle návrhu J. Lipperta odlita z votivních srdíček a na spodním okraji ozdobena řadou drahokamů. "Společnost" Panně Marii dělají sochy dalších světic uspořádaných ve dvou registrech: ve spodním je to zleva svatá Apolena, Anežka Římská, svatá Helena a svatá Cecílie. Ve vrchním registru jsou sochy svaté Lucie (vlevo) a svaté Filomeny. Nejlépe umístěnou sochou je postava anděla držícího Veraikon.
Součástí oltáře jsou reliéfní výjevy ze života Ježíše Krista: vlevo výjevy z Kristova dětství (Útěk do Egypta, Ježíš v chrámu, Obětování v chrámu) a vpravo z konce jeho života (Nesení kříže, Ukřižování a Ukládání do hrobu). Deset metrů vysoký a čtyři metry široký oltář je v pořadí čtvrtým oltářem s tímto zasvěcením v kostele a ze všech jeho skulptur je sousoší Piety zcela původním; pochází z roku 1642 a jeho autorem je sochař Juraj Scheibele. Nynější oltář, dílo firmy tyrolského dřevořezbáře Ferdinanda Prinotha ze St. Ulrichu, kostelu věnoval kanovník katedrály a blumentálský farář Evarist Czaykowszki. 30. května 1911 ho posvětil ostřihomský biskup Medard Kohl.
Na čelní stěně lodi se na podstavci nachází skvost barokního sochařství – bronzové sousoší Svatý Martin se žebrákem od Georga Rafaela Donnera z roku 1734. Před sousoším lze přes skleněný průzor v podlaze vidět archeologickým výzkumem objevené pozůstatky hřbitova z 11. století a jihovýchodní roh raně gotické sakrální stavby datované do konce 13. století.
Vlevo od sousoší, na pozadí konsekračního kříže, je postavena gotická křtitelnice z roku 1409. Její dvě části vznikly v nestejných obdobích. Spodní část – kalich – je nejstarším a původním artefaktem Dómu: pochází ze začátku 15. století. Víko je o pět století mladší; podle kruhopisu na jeho spodním okraji vznikl za působení faráře Karla Heillera v roce 1878. Nápis na horní straně kalicha, přerušovaný symboly čtyř evangelistů, připomíná, že "v úterý, před dnem mučedníka svatého Víta léta Páně 1409 darovalo město toto dílo chrámu prostřednictvím rychtáře Ulricha Rauchenwartera." Po pravé straně vchodu do jižní předsíně visí tapiserie od akademického malíře Mikuláše Klimčáka s námětem slovanských věrozvěstů Cyrila a Metoděje.
Zeď pravé lodi má nejbohatší zastoupení vitráží (šest oken) ze všech obvodových stěn katedrály. Ve směru od svatyně je prvním okno biskupa Josefa Danka (1829–1895). Mariánská tematika dominuje dalšímu oknu se zvěstováním; následuje okno se Svatou Trojicí. Poslední tři okna, dvojice vysokých a jedno rozetové nad emporou, jsou věnována faráři Karlovi Heillerovi. Jeho jméno obsahuje dedikační text ve spodní části dvojice čtyřdílných vitráží, které otci myšlenky puristické přestavby chrámu věnovaly u příležitosti čtvrtstoletí Heillerova působení v Dómu ve funkci faráře v roce 1874 Autonómna katolícka cirkevná obec  a katedrální Cirkevný hudobný spolok.

#### Levá loď

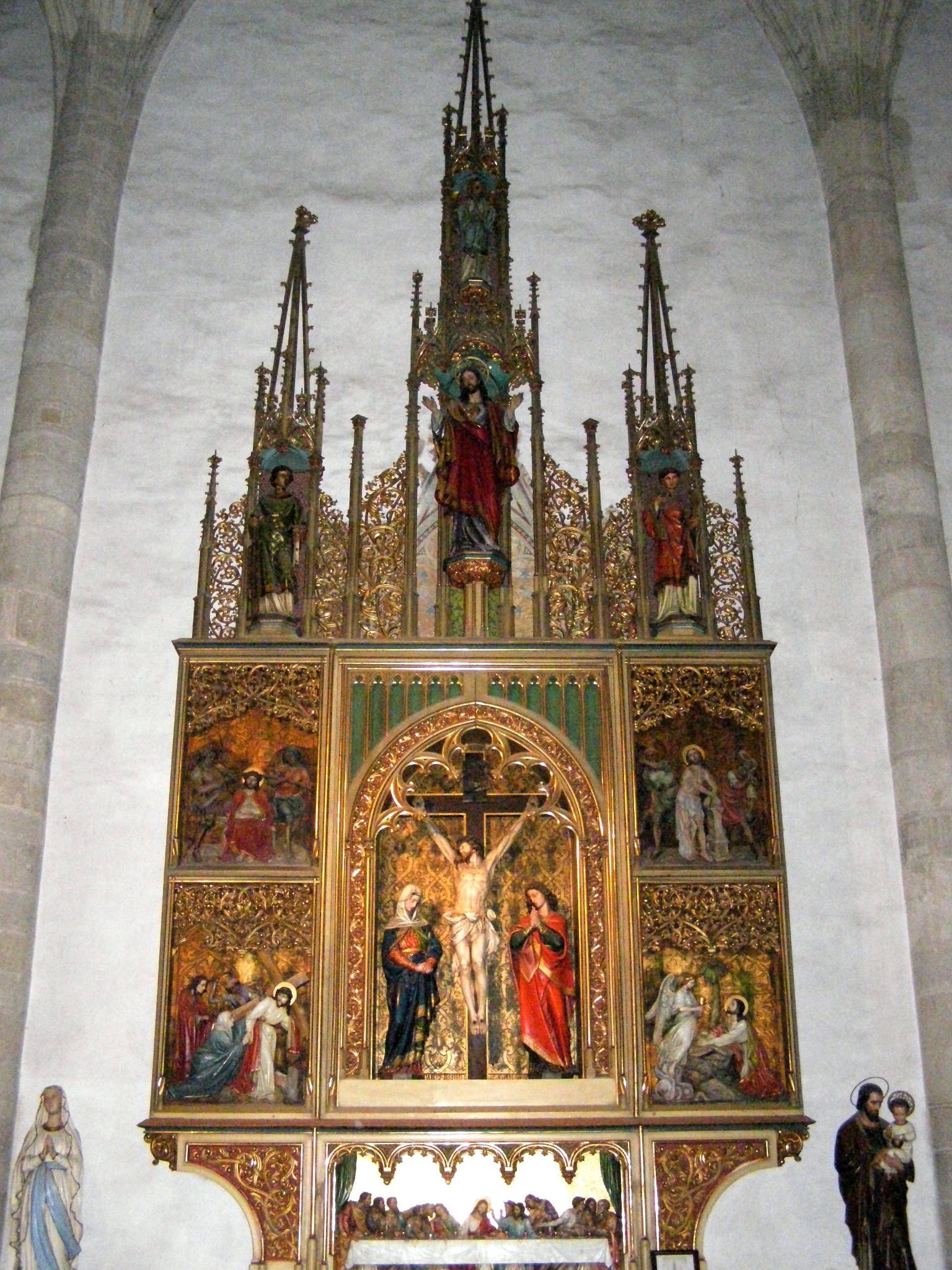
Oltář Kříže (Kalvárie) v severní lodi katedrály

Levá (severní) chrámová loď obsahuje dva boční oltáře. Ve směru od svatyně je prvním neogotický křídlový oltář Kříže, zvaný také oltář Kalvárie, pocházející stejně jako oltář Piety z dílny Ferdinanda Prinotha. V jeho centru je umístěno sousoší s ukřižovaným Kristem po stranách s Pannou Marií a apoštolem Janem. Výjevy na bočních křídlech zachycují scény z Ježíšových posledních chvil: vlevo nahoře Korunování trnovou korunou, dole Ježíšovo setkání s matkou cestou na Golgotu, vpravo nahoře Bičování Krista a pod ním Kalich utrpení, který Ježíš přijímá z andělových rukou.
V roce 1917 v atmosféře událostí probíhající první světové války však zmíněné reliéfní výjevy nahradily reliéfy s válečnými scénami a samotný oltář dostal nové pojmenování – Válečný. Na třech z reliéfů byl návštěvníkům chrámu představen jakýsi minipříběh mladého uherského husara. Začínal první scénou, na níž se mladý voják loučí se svou rodinou, pokračoval přímou frontovou scénou a končil na třetím výjevu, kde mladý husar umírá a před smrtí přijímá poslední pomazání a eucharistii od mladého kněze. Celý příběh měl své ideové vyvrcholení na čtvrtém reliéfu, na kterém před Božským srdcem (bylo sjednocujícím prvkem všech výjevů) klečí v modlitbě nejvyšší velitel vojsk, samotný císař František Josef I., oděný ve slavnostní uniformě polního maršála. Oltář, který se v rámci rakousko-uherské monarchie stal prvním z řady tzv. válečných oltářů, v takové podobě mohli návštěvníci Dómu obdivovat až do roku 1920. V období vrcholících protiuherských a protimonarchistických nálad v uvedeném roce byly reliéfy odstraněny, zvláště když předtím byly několikrát poškozeny vandaly.
V oltářních fiálových nástavcích jsou umístěny čtyři sochy – uprostřed Božské srdce Ježíšovo po stranách se sochami svatého Vavřince (vlevo) a prvního mučedníka svatého Štěpána (vpravo). Oba světce lze poznat podle jejich tradičních atributů – symbolů jejich mučednické smrti: svatého Vavřince podle roštu a svatého Štěpána podle kamene v ruce. Oltář završuje socha anděla se založenýma rukama.
Predella oltáře obsahuje reliéfní ztvárnění Poslední večeře, které nápadně připomíná slavnou Leonardovu Poslední večeři v milánském kostele Santa Maria delle Grazie. Za jistou paralelu s někdejší funkcí chrámu jako místa korunovačních aktů lze považovat uložení relikvie posledního rakouského císaře a uherského krále Karla I. do oltáře Kalvárie 21. října 2011.
Druhým oltářem je oltář svatého Ondřeje vytvořený dílnou Josefa Lipperta. Nepoměrně skromnější oltář obsahuje v ústřední nice sochu svatého Ondřeje po stranách doplněnou sochami svatého Aloise v oděvu jezuitského novice a svatého Imricha.
Z trojice vitrážových oken v severní lodi je nejzajímavější dvoudílné okno nad oltářem svatého Ondřeje. Nápisy na obou tabulkách ve spodních částech vysvětlují, že okno vzniklo v roce 1874 přispěním učitelů bratislavské školy, tzv. normálky. Šlo o lidovou školu zařazenou do sítě vzdělávacích ústavů, která připravovala hlavně nové pedagogy. V Bratislavě v druhé polovině 19. století existovala při sv. Martinovi normálka (Normalhauptschule) s nižší reálkou (Realschule). V levé lodi se nacházejí vchody do obou bočních kaplí – svatého Jana Almužníka a svaté Anny.

##### Kaple svatého Jana Almužníka

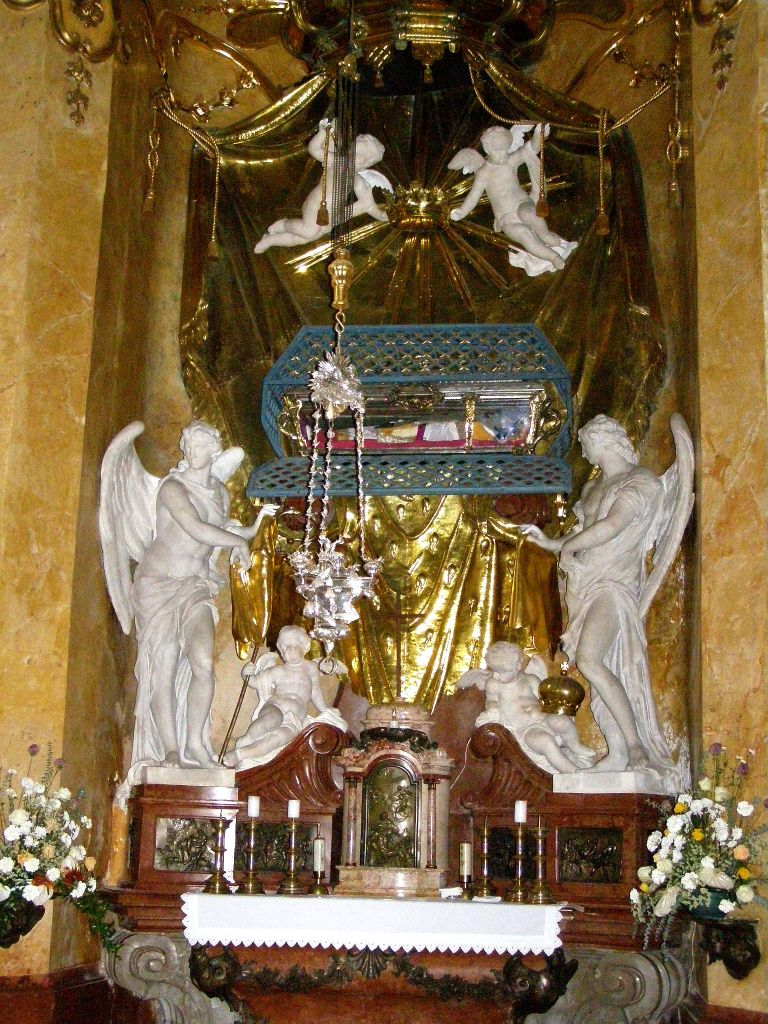
Interiér kaple sv. Jana Almužníka s oltářní menzou. Nad dvojicí stojících andělů spočívá stříbrná zasklená rakev s ostatky světce

Umělecky nejvýznamnější z kaplí katedrály svatého Martina je barokní kaple svatého Jana Almužníka. V letech 1729–1732 ji do prostoru mezi severní zeď presbytáře a východní čelo severní lodi (na místě bývalé gotické sakristie) dal postavit arcibiskup Imrich Esterházy. Na její výzdobu povolal tehdejší nejvýznamnější umělce v čele se sochařem Georgem Rafaelem Donnerem (dodnes není uspokojivě vyřešeno, zda je Donner i architektem kaple. Literatura 18. století mu jednoznačně připisovala autorství projektu, v pozdějším období byla tato teorie zpochybněna a plány kaple byly připsány známějšímu architektovi Fischerovi z Erlachu).
Donner přišel do Bratislavy ze Salcburku, kde v předchozích třech letech pracoval na výzdobě zámku Mirabell. Tamní nepříliš úspěšné působení vedlo Donnera k odchodu do Bratislavy, kde mohl beze zbytku zúročit své vzdělání i talent. Bratislava mu poskytla podmínky potřebné pro tvorbu: velkorysého mecenáše, velké objednávky s možností realizovat jeho výtvarné představy a domov, které ve své vlasti neměl. Na rozdíl od Vídně Prešpurk nebyl "v zajetí" italské výtvarné konvence, vůči níž byli domácí umělci ve velké nevýhodě. V osobě ostřihomského arcibiskupa zase sochař našel velkorysého, dobrotivého, rozvážného a chápavého donátora, milovníka umění, jemuž beze zbytku splnil jeho představy. Na následujících deset let (do konce roku 1739, kdy město opustil a odešel do Vídně) se mu Bratislava stala skutečným domovem.
Donner vytvořil výzdobu celé kaple, postavy andělů, sochu arcibiskupa, reliéfy tabernákula, jeho dílna měla podíl na dekorativních částech oltáře i na portálu kaple. Donner je i autorem dvou mohutných svícnů odlitých z bronzu. Kolem autorství samotného oltáře v kapli se vynořují otázky – vznikl totiž ještě ve Vídni před Donnerovým příchodem do Bratislavy.
Donner však nebyl jediným tvůrcem kaple. Stavební práce realizoval bratislavský stavitel František Portenhauser se zedníkem Jakubem Bauerem. Tesařské práce zadali Pavlovi Edterovi a Wolfgangu Elierovi. Kameníci František Kristián Schneiber z Prahy a Thomas Hilger z Altenburgu odpovídali zase za kamenické práce. V letech 1730–1732 pracoval v interiéru kaple vídeňský štukatér Jacob Piringer a pozlacovač Blasius. Mříž uzavírající vstup do kaple je dílem bratislavského zámečnického mistra Johanna Thamela. Fresku v kupoli v roce 1731 namaloval císařský dvorní malíř Daniel Gran. Oltář v kapli pozlatil bratislavský malíř Jozef Kyrtz.

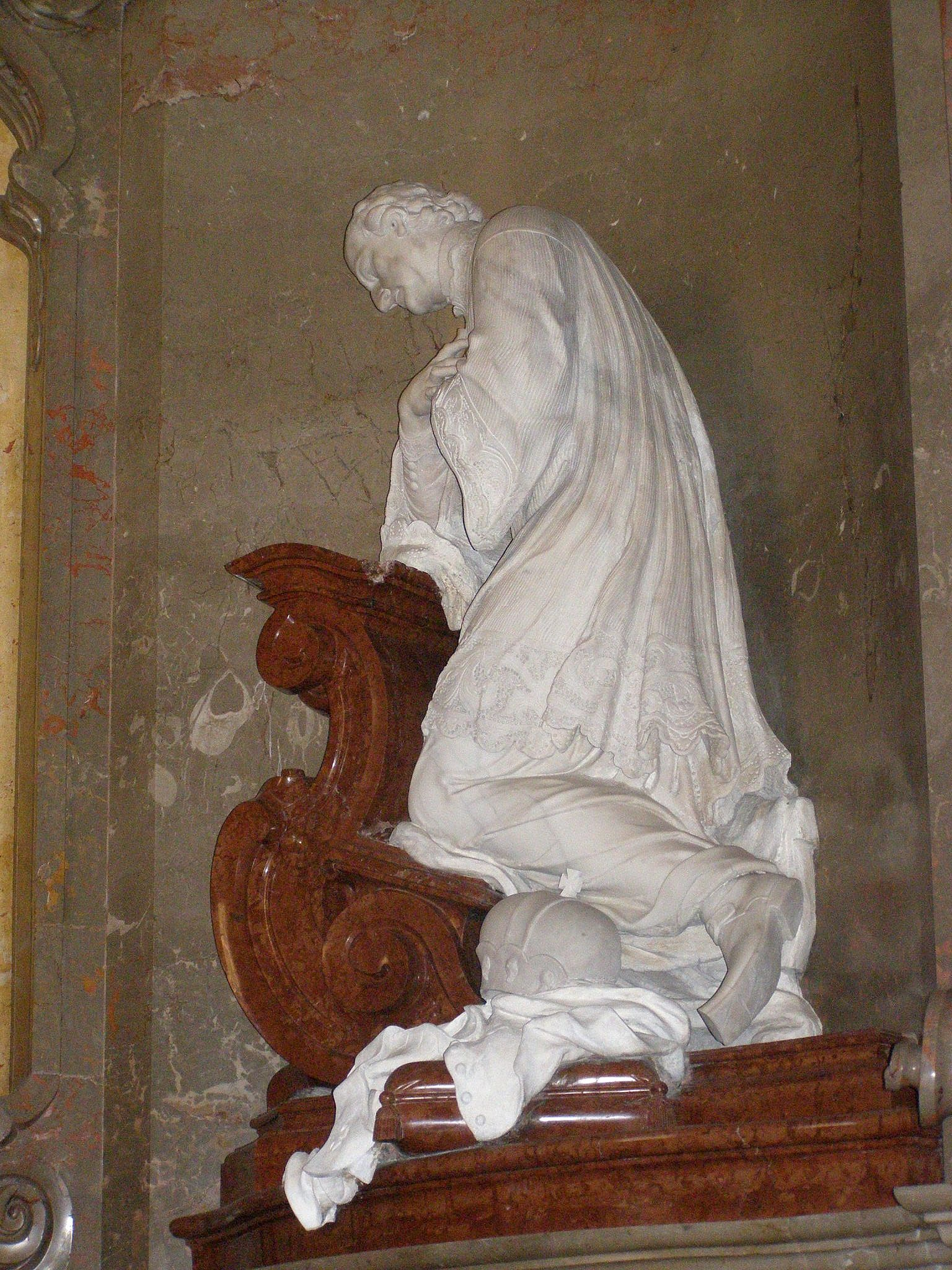
Mramorová socha arcibiskupa Imricha Esterházyho jako věčného adorátora, dílo G. R. Donnera

Vytvoření samostatné kaple světci bylo podmíněno osobním vztahem primase Esterházyho k světci, ale i jeho touhou o oživení světcova kultu v Uhersku. Kaple byla určena na důstojné uložení ostatků svatého Jana Almužníka, alexandrijského patriarchy, známého svou lidumilnosti a štědrostí, s nímž se do značné míry sám arcibiskup ztotožňoval. Současně se měla stát arcibiskupovým mauzoleem, kde chtěl být po světcově boku po smrti pohřben. Těmto intencím odpovídá ikonografie interiérové výzdoby kaple, která je přehlídkou uměleckých děl vrcholného vídeňského baroka. Donner na její východní straně umístil bohatě dekorovanou niku, do které osadil menzu s oltářem. Hlavní pozornost soustředil na stříbrnou pozlacenou skleněnou rakev s ostatky světce a dvěma anděly stojícími po stranách.
Světcovo tělo však dnes není kompletní. V roce 1580, tj. v době, kdy světcovy ostatky odpočívaly v sakristii chrámu, odebrali z jeho těla jeden z prstů levé ruky a věnovali ho vídeňským jezuitům. Další část získali představitelé budínské kapituly. Ti od doby, kdy bylo rozhodnuto o tom, že relikvie zůstane v Bratislavě a nevrátí se do Budína, usilovali, aby získali alespoň některou část světcova těla. Jejich úsilí bylo završeno v létě 1716. 26. června v uvedeném roce byla z relikvie oddělena noha od pravého kotníku a předána představitelům Budína. Událo se tak na příkaz papeže Klementa XI., který při této příležitosti sám získal část světcových ostatků – spodní článek prsteníku pravé ruky. Bohatá drapérie oltáře svatého Jana Almužníka s poletujícími anděly vrcholí v baldachýnu. Predella oltáře sestává ze sedmi bronzových, původně pozlacených reliéfů pašijového cyklu: Bičování, Kristus na Olivetské hoře, Nesení kříže, Pieta, Stavění kříže, Ukládání do hrobu a Korunování trním. Z hlediska Donnerovy sochařské tvorby představují reliéfy umělců nejobsáhlejší cyklus.
Na jižní straně kaple Donner umístil postavu Imricha Esterházyho. S portrétní věrností zvěčnil arcibiskupa jako prostého kněze v poloze rozjímajícího adorátora, klečícího jakoby na jevišti v mušlové nice, s tváří proti velkému oknu, modlícího se se skloněnou hlavou k oltáři v závěru kaple. Sochařsky řešený náhrobek, připodobněný k římským náhrobkům vysokých církevních hodnostářů, patří k nejpozoruhodnějším středoevropským dílům 18. století a k mimořádně významným uměleckým pracím v katedrále svatého Martina. Hned za vchodem je do podlahy kaple zazděna mramorová náhrobní tabule, na níž prostý text vyjadřuje arcibiskupovu touhu:
| SUB HOC                    | Pod tímto znamením              |
| ADMIRANDAE COMMISERATIONIS | obdivuhodného soucitu           |
| PRODIGIO                   |                                 |
| DIVO IOHANNE ALEXANDRINO   | pod svatým Janem Alexandrijským |
| EGO IN TE                  | ať v Tobě                       |
| DEUS MEUS MISERICORDIA MEA | Bože můj, milosrdenství mé.     |
| ASSISTENTE MIHI            | za pomoci                       |
| DULCI MISERICORDIAE MATRE  | sladké Matky milosrdenství      |
| DORMA ET REGUIESCAM        | spím a odpočívám                |
| FRATER                     | Bratr                           |
| EMERICUS                   | Imrich                          |

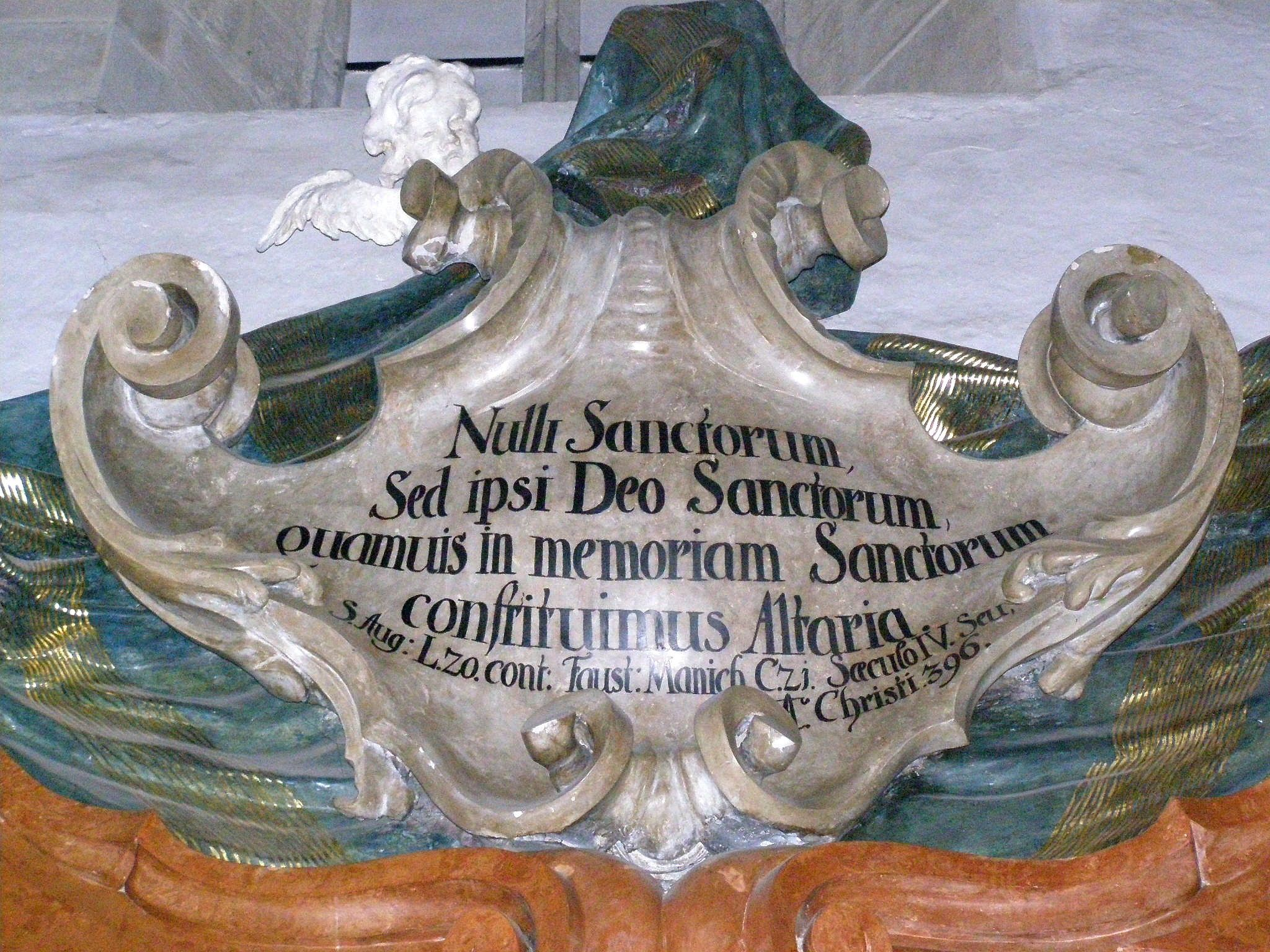
Volutová kartuše nad vchodem do kaple svatého Jana Almužníka obsahuje text ze spisu svatého Augustina

Umělecká výzdoba kaple vrcholí v malé kopuli s lucernou uprostřed, jejíž povrch nad římsou pokrývají fresky, dílo předního rakouského barokního umělce Daniela Grana (1694–1757). Po obvodu oválné kopule umělec na pozadí malované iluzivní architektury umístil seskupení alegorických ženských postav personifikujících křesťanské ctnosti, ztvárněných podle ikonografických zvyklostí se svými obvyklými atributy. Na straně nad oltářem je to Naděje (Spes) s kotvou a snítkou růží v ruce s Vírou (Fides) s kalichem a hostií. Na boční straně nad nikou s arcibiskupovou sochou je Láska (Caritas) s knihou a planoucím srdcem ve zvednuté ruce a Milosrdenství (Misericordia) v podobě sedící mladé ženy s rohem hojnosti a s olivovou ratolestí. Na straně nad vchodem je Moudrost (Sapientia) s beránkem Božím na knize se sedmi pečetěmi a Spravedlnost (Iustitia) s váhami v ruce. Nad oknem dvě poslední postavy personifikují Umírněnost (Temperantia) se jhem na ramenou a Kajícnost (Paenitentia) s bičíkem pokání v ruce.
Granova freska v kapli svatého Jana Almužníka, vytvořená mezi 4. červencem a 13. prosincem 1731, je na území Slovenska jediným známým dílem tohoto vynikajícího freskaře a vysoce hodnoceného císařského dvorního malíře.
28. října 1732 byla stavba dokončené kaple slavnostně vysvěcena.
Vstup do kaple lemuje honosný portál s těžkou, umělecky kovanou mříží, překrytý shora a z bočních stran těžkým závěsem s drapérií a třásněmi. Mříž opticky odděluje kapli, dnes sloužící jako svatostánek, od chrámového prostoru, ale současně dává možnost kolemjdoucím nahlédnout do jejího interiéru, vyznačujícího se decentní barevností a působícího nanejvýš intimně. Nad portálem je umístěn nápis ve volutové kartuši: NULLI SANCTORUM/SED IPSI DEO SANCTORUM/QUAMUIS IN MEMORIAM SANCTORUM/CONSTITUIMUS ALTARIA. S. AUG. L. XX. Cont. Faust. Manich. C. XXI. Sec. IV. Anno Christi 396 (Nikomu ze svatých, nýbrž samému Bohu svatých, ačkoli na památku svatých, postavili jsme tento oltář). Nápis je odkazem na citát z 21. kapitoly apologetického spisu svatého Augustina Contra Faustum Manichaeum (Proti manichejci Faustovi) (396–398). Citát z téhož díla je uveden i v nápisu nad portálem kaple z její vnitřní strany – A NOBIS COLI SANCTOS/SED NON LATRIA, ET JDEO/NON EST JDOLOLATRIA (uctívání svatým nekonáme bohoslužbu, protože to není náboženství).

##### Kaple svaté Anny

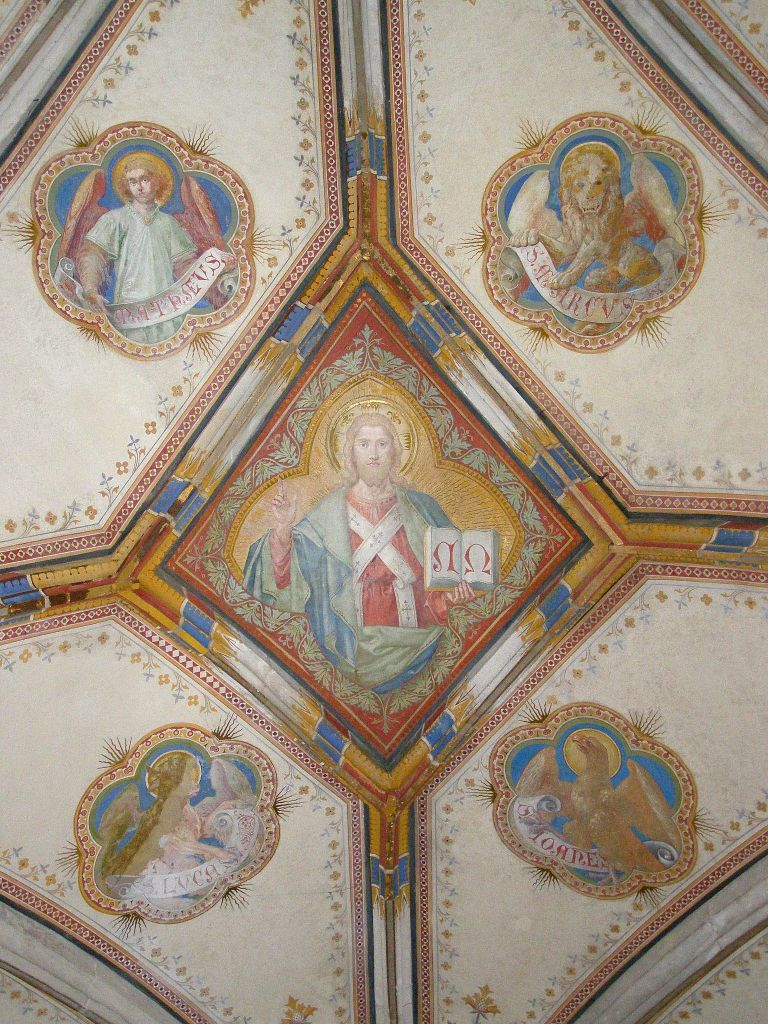
Kaple svaté Anny. Stropní svorník s malbou Krista Pantokratora a medailony čtyř evangelistů. Autorem maleb je Carl Jobst

Druhou samostatně stojící kaplí je kaple svaté Anny u severní zdi chrámu. Vznikla v roce 1514 (vročení je vyryté nad jejím vchodem), kdy ji přistavěli mezi druhý a čtvrtý opěrný pilíř severní lodi. Zvenčí překryla severní portál z doby před polovinou 14. století se vzácnou kamenickou výzdobou, který se i přes více přestaveb zachoval dodnes. Tympanon nad portálem obsahuje motiv Nejsvětější Trojice – Boha Otce se stromem života a Krista – symbolu nového života, nad nimiž se vznáší holubice – symbol Ducha svatého. Zobrazení v podobě tzv. Trůnu milosti je nejdokonalejším způsobem, jaký středověk na zobrazení teologicky mimořádně komplikované a abstraktní trojiční problematiky znal. Všechny tři Božské osoby umělec umístil v jedné ose. Po stranách výjev adoruje dvojice andělů. Reliéf je doplněn dvěma tzv. přefiguracemi Krista (symbolickými odkazy na Kristovu oběť a zmrtvýchvstání: pelikán živící svá mláďata vlastním masem a krví na pravé straně a lvice oživující své mrtvě narozené mládě na straně levé).
Interiérové vybavení kaple je poměrně skromné. V jejím závěru je na podstavci umístěno sousoší svaté Anny vyučující Pannu Marii, které objednal Karol Heiller u místního uměleckého truhláře Ludvíka Staudingera. Při pravé stěně je přistavěn pískovcový náhrobek bratislavského probošta a vicekancléře Academie Istropolitany Juraje Schomberga z roku 1470.
Na obou bočních stěnách jsou naproti sobě ve výšce očí umístěny dva epitafy – na pravé epitaf bratislavského probošta a správce kaple (v letech 1629–1632) Juraje Nagye z roku 1636, dílo neznámého bratislavského sochaře. Podle nápisu na epitafní desce dal náhrobek zhotovit Lukáš Vata, člen uherské komory, s manželkou Zuzanou. Na levé stěně visí epitaf jágerského probošta, opata Michala Maurovitiuse z roku 1638.
Při levé stěně stojí mramorový epitaf spisovatele a kanovníka Jozefa Ignáce Bajzy, který je pohřben v podzemí Dómu (náhrobek vytvořil v roce 1933 akademický sochař Jozef Pospíšil, autorem spisovatelova portrétního medailonu na náhrobku na základě Pospíšilova návrhu je Alojz Rigele). Z umělecké výzdoby kaple zaujme ornamentální výmalba stropu, pocházející z dob regotizace chrámového interiéru, zakomponovaná do původní síťové klenby. Centrální pole obsahuje podobiznu žehnajícího Ježíše Krista držícího v levé ruce otevřenou knihu na stránkách s řeckými písmeny Α (alfa) a Ω (omega), tj. počátek a konec (slova ze Zjevení svatého Jana: „Já jsem Alfa i Omega, počátek i konec, první i poslední“ (Zj 22,13)). Sousedící pole obsahují medailony čtyř evangelistů. Autorem výmalby je malíř Carl Jobst.
Osvětlení kaple zajišťuje trojice vitrážových oken, z nichž je umělecky i ikonograficky nejzajímavější okno přímo naproti vchodu do kaple. Jeho ústředním motivem je zápas svatého archanděla Michaela s drakem. Na vitráží z roku 1877 je znázorněn v póze, jak zadupává draka, symbol satana, do pekelného ohně. Na Michaelově štítu je latinský nápis, který je překladem hebrejského originálu archandělova jména QUIS ET DEUS? (Kdo je Bůh?).
Z kaple svaté Anny se vstupuje do chrámového podzemí s hrobkami umístěnými pod kostelem a v prostoru severně od chrámu.

#### Podvěží a varhanní empora
Podvěží katedrály je vnitřními zdmi rozděleno na tři části: jižní část zabírá tzv. kaple královny Žofie, střední část sakristie a severní tzv. kaple kanovníků.
Kaple královny Žofie (zvaná také kaple svatého Josefa podle stejnojmenného oltáře, který zde stával) je pojmenována po české královně Žofii Bavorské, manželce krále Václava IV., která se po manželově smrti v roce 1419 uchýlila do Prešpurku pod ochranu svého švagra, uherského krále Zikmunda. Zde, v klášteře klarisek, žila posledních šest let svého života a po smrti byla pod touto kaplí pohřbena. Dedikace kaple dokládají dva erby na vitráží – lucemburský lev a erb s bavorskými modro-bílými kosodélníky.
Po vřetenovém schodišti se vystupuje do prostoru na druhém podlaží, který se v dávné minulosti využíval jako Bibliotheca, tj. Kapitulská knihovna. Šlo o nejstarší knihovnu na území města, jejíž počátky sahaly až do 12. století. V dobách největšího rozmachu její knihovní fond (dnes uložený ve Slovenském národním archivu) obsahoval asi 3 500 knih. K nejvzácnějším exponátům patřily Bratislavský notovaný misál z první poloviny 14. století, čtyři antifonáře z 15. století a tzv. Prayův kodex pocházející z 12. století. Za své pojmenování kodex vděčí svému objeviteli, jezuitskému historikovi Jurajovi Prayovi, který dílo psané maďarsky (jde o dosud nejstarší známou písemnou památku v maďarském jazyce) objevil v roce 1770.
Střední část Domského podvěží, sakristie, se spolu s místností na druhém podlaží využívá jako klenotnice. Do jejího interiéru se vstupuje honosným portálem, nad kterým dominují barokní hodiny, dílo prešpurského mistra Lorentza Brudera. Po obou stranách vstupu se nacházejí dvě dřevěné lavice, pocházející z původního interiérového vybavení.
Klenotnice byla zřízena v letech 2006–2008 na podnět magistra umění Romana Bajzíka. Její kolekci tvoří přes čtyřicet kalichů, čtyřiadvacet relikviářů, deset monstrancí a několik desítek dalších liturgických předmětů (berly, ciboria, ornáty, svícny aj.), jakož i vynikající ukázky kostelního nábytku. Nejskvostnějším artefaktem je sto šest centimetrů vysoká zlatá, bohatě zdobená gotická monstrance a stříbrný pozlacený, pětadvacet centimetrů vysoký kalich ze začátku 15. století. Mezi exponáty se nacházejí také dvě vzácné deskové malby z období kolem roku 1480 od Mistra Winklerova epitafu – Ukřižování svatého Filipa a Martyrium svatého Matěje. Součástí Domského pokladu je i replika svatoštěpánské královské koruny (dílo Romana Bajzíka), umístěná ve vitríně v pravé lodi katedrály. Severní část podvěží zabírá místnost zvaná locus consistorii, v níž se konal obřad instalace nového kapitulního kanovníka (proto místnost nesla pojmenování kaple kanovníků). Její význam však svého času daleko přesahoval hranice města. V této síni se totiž vyřizovaly záležitosti související s činností tzv. hodnověrného místa.
Nad touto místností se nacházel prostor, který sloužil jako kapitulský archiv. Vystupovalo se do něj po točitém schodišti. O důležitosti archivu svědčil počet dokumentů, které se zde v průběhu staletí nashromáždily. V jedné jeho části, tzv. soukromém archívu, bylo uloženo osm set šestnáct středověkých listin, sedmdesát svazků indexů a protokolů a osmatřicet map a plánů. Ve druhé části, tzv. Archivu hodnověrného místa, bylo v průběhu let 1240–1866 uchováváno dva tisíce dvě stě třicet středověkých listin a sto devatenáct svazků úředních knih.
Podobně jako v případě knihovny i fond kapitulního archivu skončil v roce 1958 v depozitářích Slovenského národního archivu. Vstupní prostor chrámu za hlavním vchodem je překrytý varhanní emporou, obnovenou v roce 1878 díky finanční pomoci kardinála Jána Šimora, jehož erb je připevněn ve středu chórové balustrády.
V roce 2010 byly na emporu instalovány nové varhany. Jejich autorem je německý varhanář Gerald Woehl, který je pojmenoval po svaté Alžbětě. Kromě akustické stránky jsou varhany zajímavé i technicky. Jsou vyrobeny z kvalitních druhů dřeva, jako materiál na jeho čtyři tisíce píšťal (nejmenší má pět milimetrů, největší deset metrů) bylo použito stříbro a cín. Slavnostní svěcení varhan, které nahradily původní varhany z roku 1880, se konalo 27. června 2010.

#### Zvony

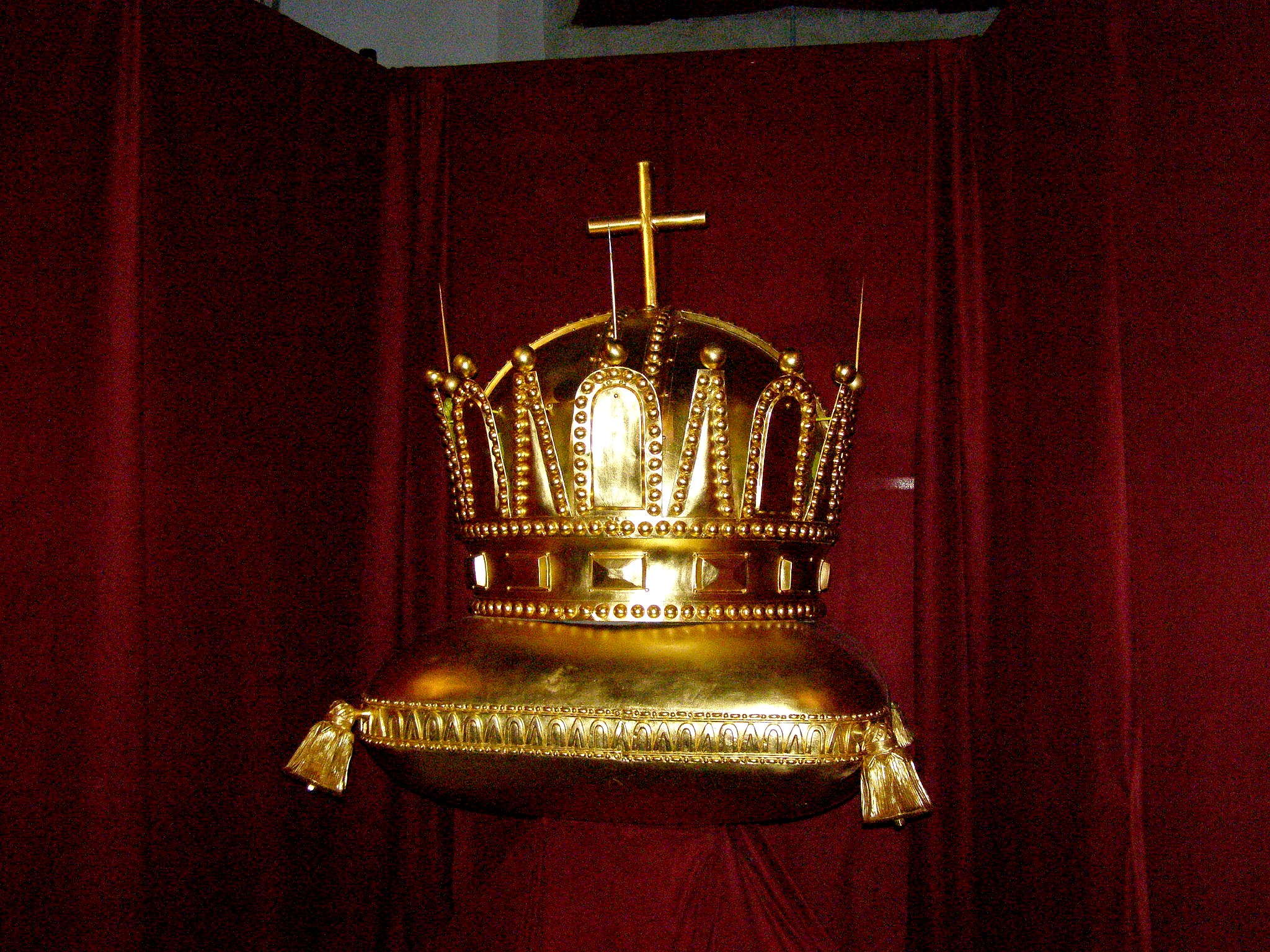
V září 2010 byl po více než 100 letech z věže sňat model královské koruny. Po rekonstrukci byla koruna vystavena v interiéru katedrály. Před jejím opětovným umístěním na hrot věže vložili do jejích útrob dobové dokumenty

Původně ve věži Dómu svatého Martina viselo šest zvonů. Největší z nich, Wederin (Die Wederin), odlitý v roce 1670 ve zvonařské dílně Baltazara Herolda, měl hmotnost 2513 kilogramů, spodní průměr 1557 milimetrů a výšku 1620 mm. Kromě něj zde bylo pět dalších větších zvonů: Zwölferin z roku 1807 (hmotnost 1358 kilogramů), Viertlerin z roku 1821 o hmotnosti 832 kg, dva bezejmenné zvony (500 kg a 132 kg), Josefin o hmotnosti 232 kg, a ještě také nejmenší 25kilogramový Zügenglocklein (umíráček). V roce 1914 po začátku první světové války však byly všechny zvony, kromě největšího Wederina, z věže odstraněny, roztaveny a materiál z nich získaný použit k odlévání děl.
Dnes je ve věži katedrály umístěných osm zvonů. Kromě původního Wederina, který musel být pro značné poškození zrekonstruován, bylo v listopadu 2000 do zvonice slavnostně instalováno dalších sedm zvonů, symbolických darů okolních států.
Největší, nazvaný Marie Terezie (Maria Theresia), 2 200 kilogramů vážící zvon s průměrem 1,5 metru, je darem Vídně a spolkových zemí Dolní Rakousko a Burgenland. Maďarsko a jeho hlavní město Budapešť dalo vyrobit 850kilogramovou Svatou Margitu (Szent Marge), polská Varšava 500kilogramového Jana Pavla II. (Ioanis Paulus II. ), česká Praha 340kilogramového Svatého Adalberta (Vojtěch) a hlavní město Ukrajiny, Kyjev, 290kilogramového Svatého Vladimira (Святой Владимир). Současně s uvedenými zvony byly v rámci rekonstrukce věžních hodin a zvonkohry umístěny ve věži i dva menší zvony: sv. Jozef (hmotnost asi 100 kg) a Panna Maria s hmotností asi 75 kg, které financovala fara spolu s příspěvky věřících.
Zvony byly odlity ve známé zvonařské dílně Marie Tomáškové-Dytrychové v Brodku u Přerova. Reliéfy na zvonech vytvořil akademický sochař Daniel Ignác Trubač z Polešovic.

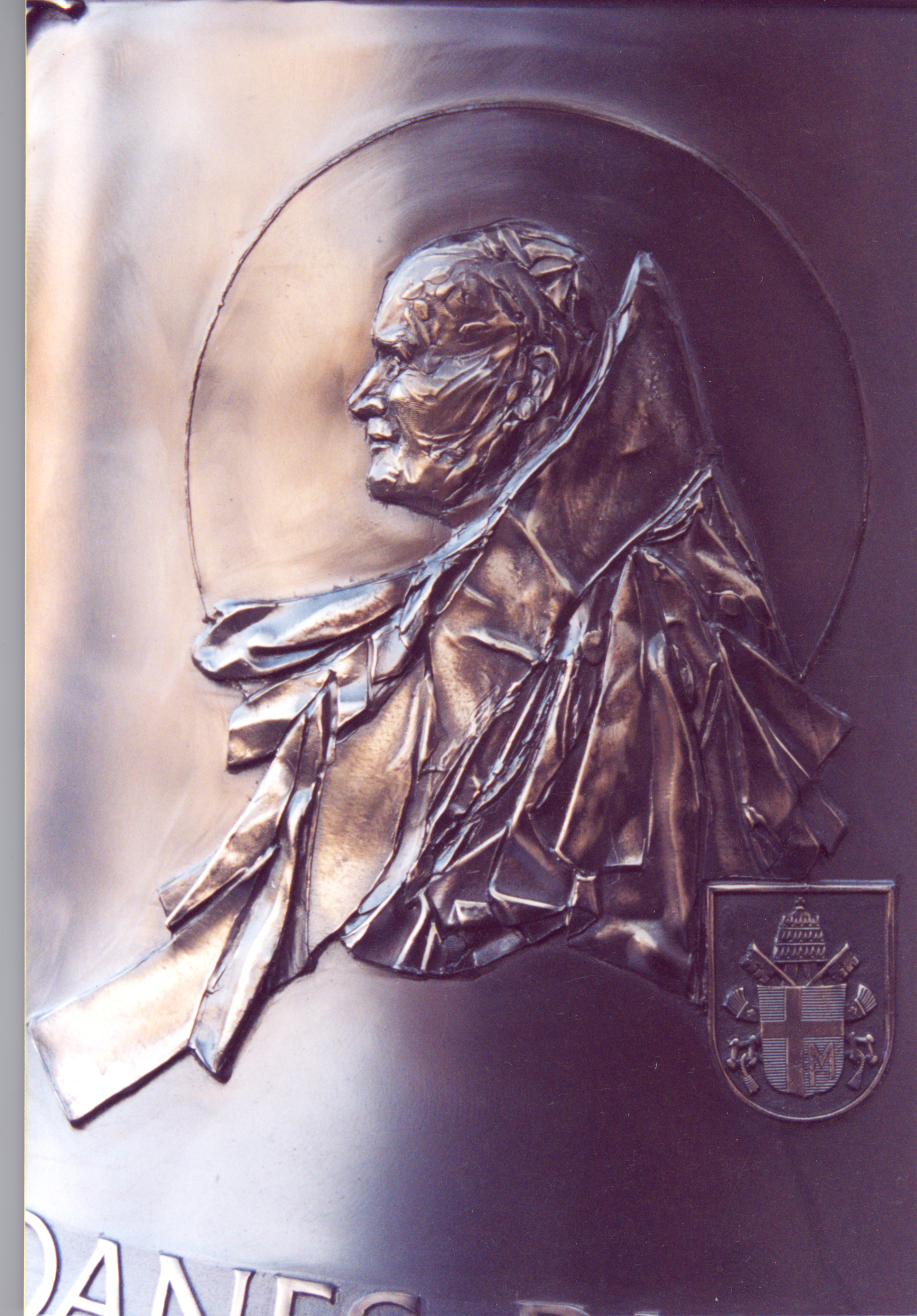
Zvon Johannes Paulus II.
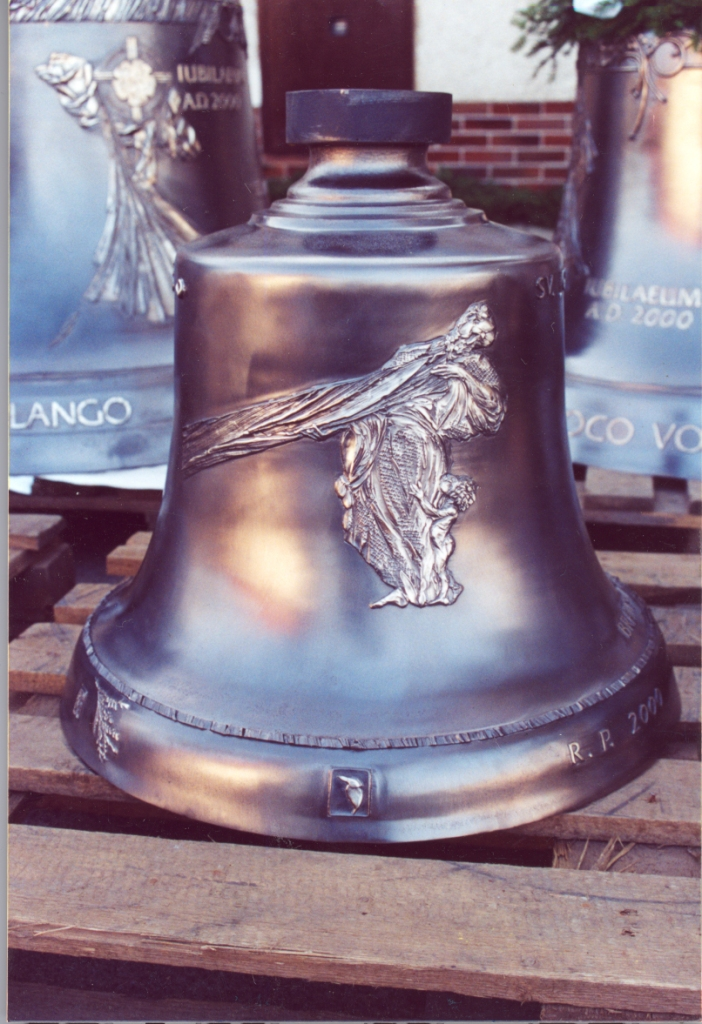
Zvon sv. Josef
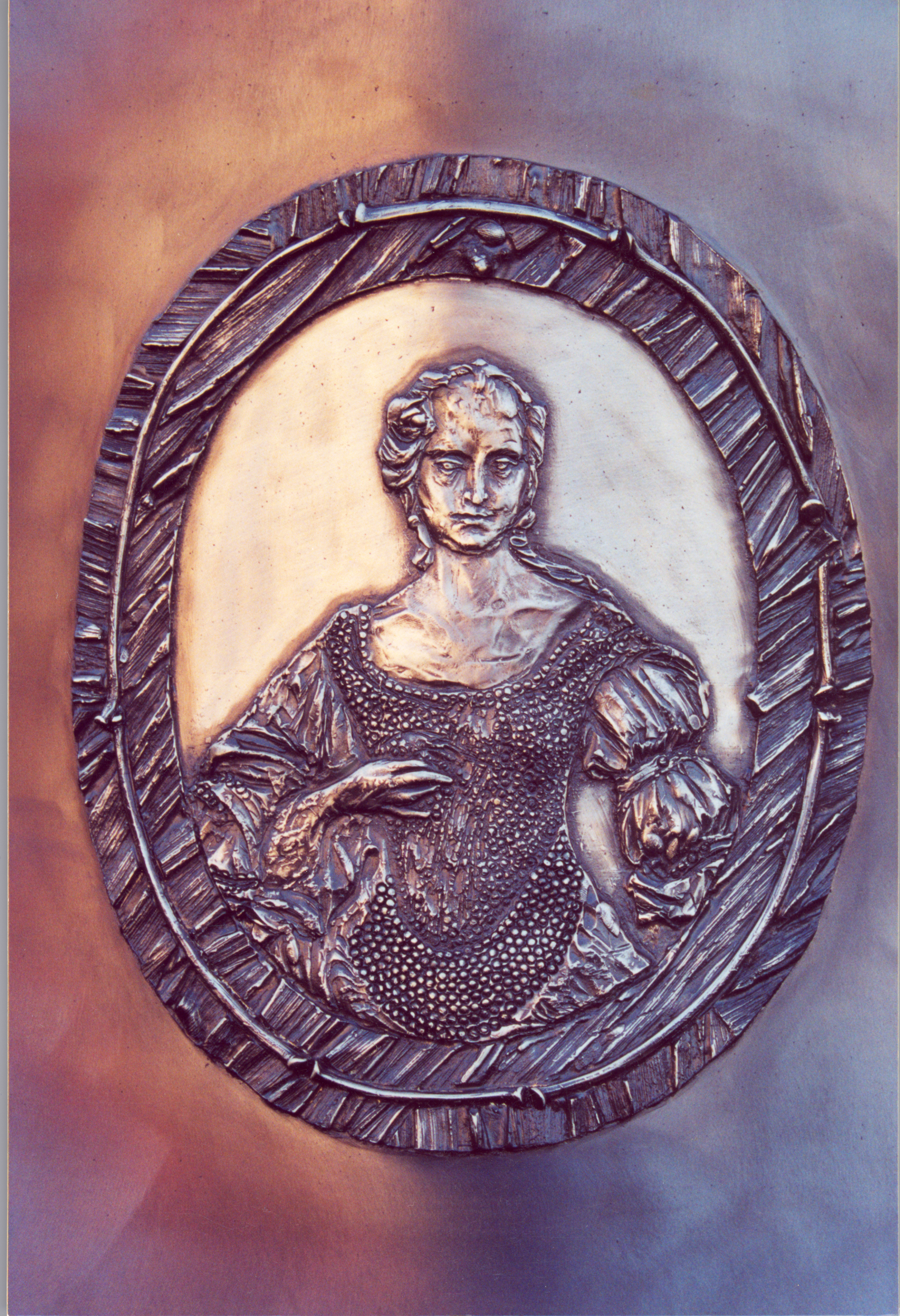
Zvon Maria Theresia
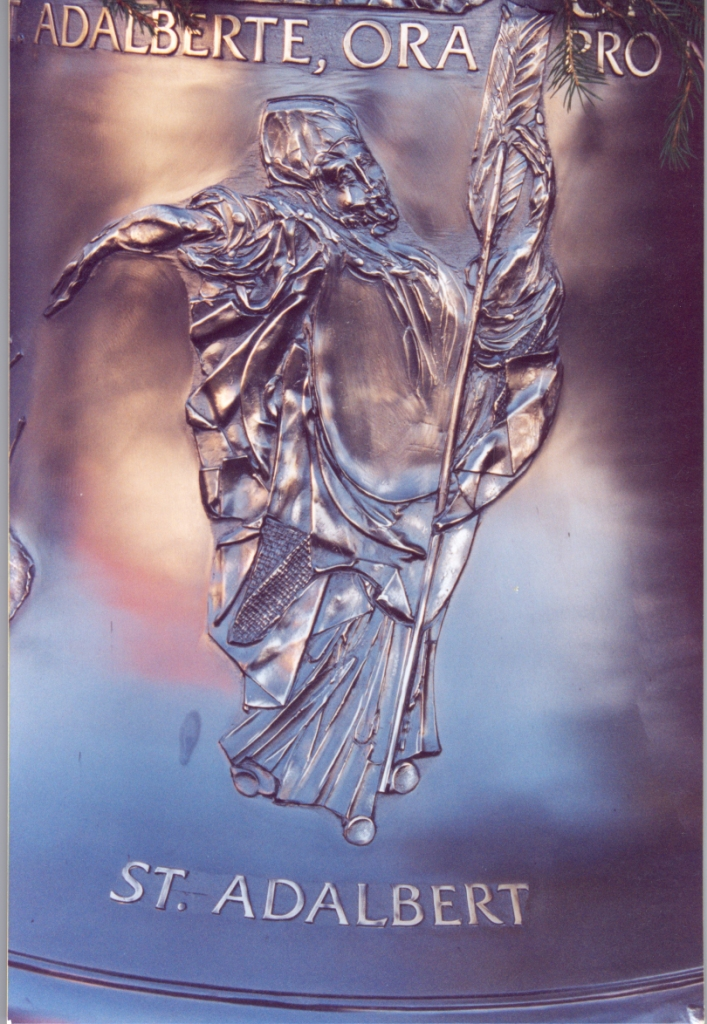
Zvon sv. Adalbert

Zvony katedrály sv. Martina:
| Zvon                   | Hmotnost | Průměr  | Ladění | slévárny                          |
| ---------------------- | -------- | ------- | ------ | --------------------------------- |
| 1. Wederin             | 2513 kg  | 1557 mm | C1     | Baltazár Herold, 1670             |
| 2. Maria Theresia      | 2200 kg  | 1504 mm | čís1em | Marie Tomášková-Dytrychová, 2000  |
| 3. Margaretha          | 850 kg   | 1140 mm | FIS1   | Marie Tomášková- Dytrychová, 2000 |
| 4. Johannes Paulus II. | 500 kg   | 940 mm  | A1     | Marie Tomášková-Dytrychová, 2000  |
| 5. Adalbert            | 340 kg   | 840 mm  | H1     | Marie Tomášková-Dytrychová, 2000  |
| 6. Vladimir            | 290 kg   | 630 mm  | cis2   | Marie Tomášková-Dytrychová, 2000  |

Hodinové zvony:
| Zvon                      | Hmotnost | Průměr | Ladění | slévárny                         |
| ------------------------- | -------- | ------ | ------ | -------------------------------- |
| Sv. Jozef                 | 100 kg   | 560 mm | FIS2   | Marie Tomášková-Dytrychová, 2000 |
| Sedmibolestná Panna Maria | 75 kg    | 520 mm | GIS2   | Marie Tomášková-Dytrychová, 2000 |

#### Podzemí katedrály

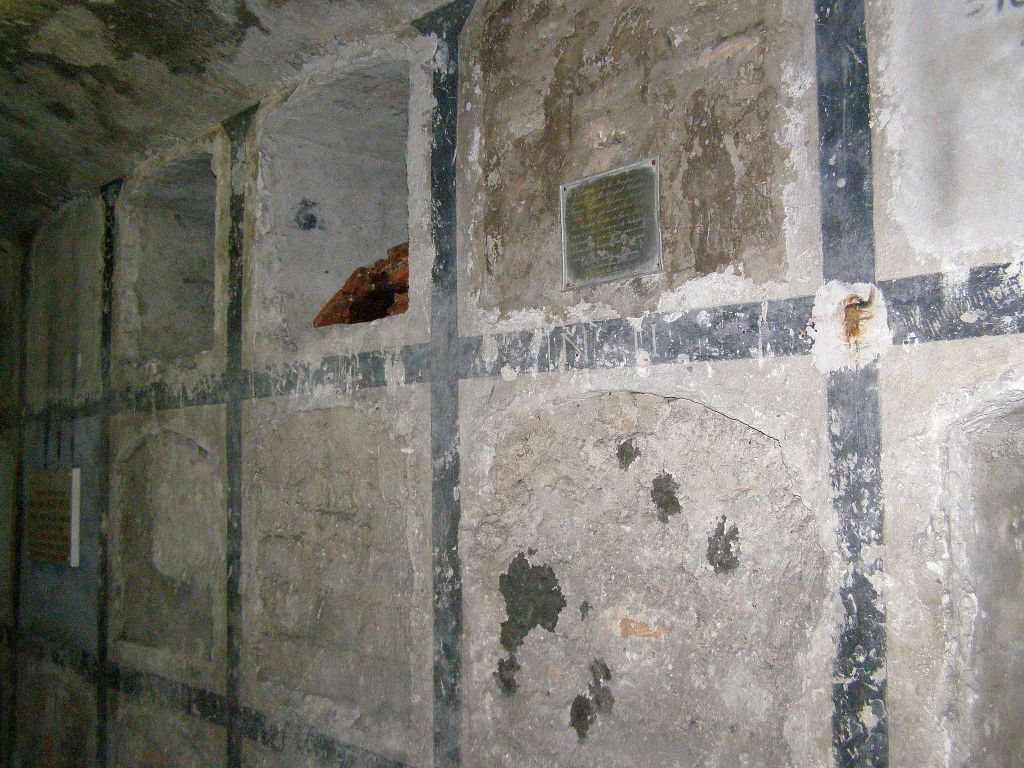
Hrobová místa v kryptě katedrály

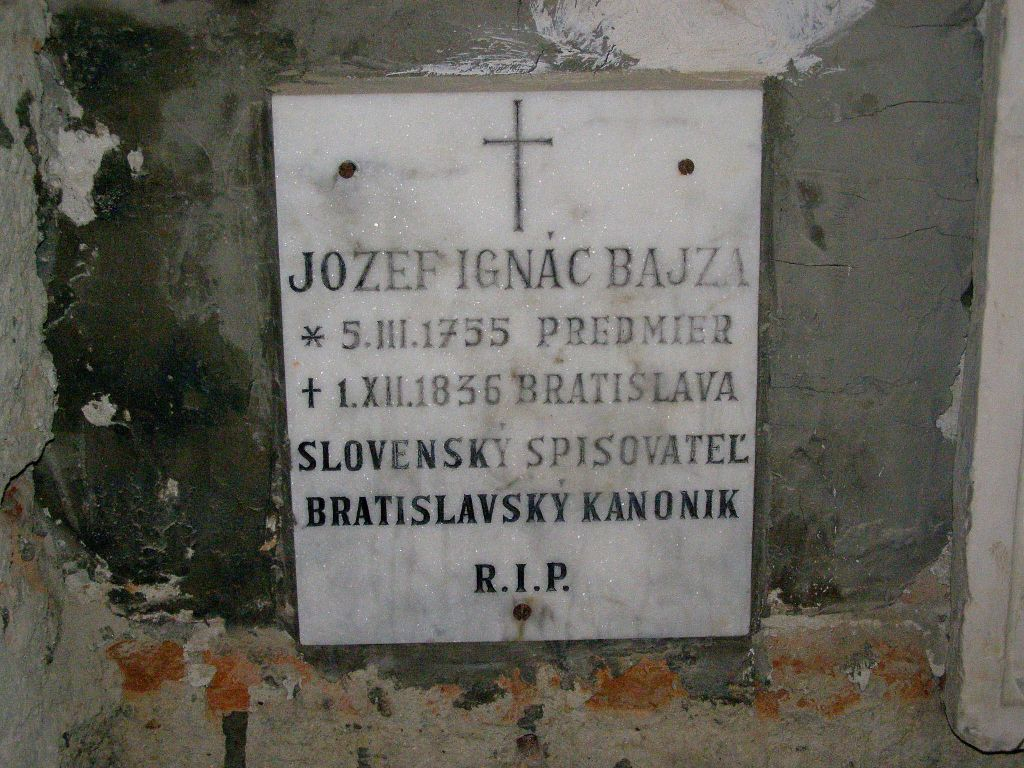
Hrob spisovatele a bratislavského kanovníka Josefa Ignáce Bajzy v kryptě

Zajímavou součástí interiéru katedrály jsou návštěvníky vyhledávané hrobky v podzemí chrámu. Podzemí se člení na několik krypt, z nichž návštěvníkům jsou přístupné (vstup z kaple svaté Anny) pouze dvě, tzv. kanonická a městská krypta.
Jednou z nejzajímavějších částí je bezpochyby veřejnosti nepřístupná arcibiskupská hrobka nacházející se pod kaplí svatého Jana Almužníka, kde jsou v honosných rakvích uloženy tělesné ostatky čtyř po sobě následujících ostřihomských arcibiskupů – primase Imricha Esterházyho (1725–1745), kardinála Mikuláše Čákyho (1751–1757), primase Františka Barkóczyho (1761–1757) a kardinála Jozefa Baťána (1776–1799). O důležitosti pohřbených osob podávají svědectví kovové rakve vyzdobené rozmanitými symboly: kromě erbů, knížecích a kardinálských klobouků, berel i přesýpacími hodinami jako symbolu plynoucího času, umrlčími hlavami na znamení nezbytného konce pozemského putování či kříži jako připomínkou zmrtvýchvstalého Krista. Arcibiskup Imrich Esterházy je pohřben v rokokové rakvi z mědi; původní rakev Mikuláše Čákyho se nezachovala, nynější pochází z konce roku 1836, kdy ji dal zhotovit arcibiskup Ján Scitovský. I ostatky dalších dvou arcibiskupů, Františka Barkóczyho a Jozefa Baťána, spočívají v kovových rakvích – měděné rokokové, resp. cínové empírové.
Další významnou kryptou pod Dómem je hrobka Pálffyů pod severní částí Dómu, nad níž je kaple, jejíž vstup překrývá mohutná kamenná deska pod epitafem Jana Draškoviče u severní zdi kostela. Do hrobky bylo v průběhu 245 let uloženo nejméně dvacet osob. Přehled nejvýznamnějších příslušníků rodu, pohřbených v hrobce:
| Rok pohřbení | Jméno              | Poznámka                                                                                              |
| 1600         | Mikuláš II. Pálffy | první pohřben v hrobce                                                                                |
| 1646         | Marie Fuggerová    | manželka M. Pálffyho                                                                                  |
| 1646         | Štěpán II. Pálffy  | nejstarší syn Mikuláše II. Pálffyho                                                                   |
| 1653         | Pavel IV. Pálffy   | nejmladší syn Mikuláše II. Pálffyho                                                                   |
| 1694         | Ján Pálffy         | syn P. Pálffyho                                                                                       |
| 1732         | Mikuláš VI. Pálffy | vnuk Mikuláše II. Pálffyho                                                                            |
| 1751         | Jan Bernard Pálffy | bratr Mikuláše V. Pálffyho                                                                            |
| 1845         | Natálie Pálffyová  | roz. Erdődyová (podle závěti syna Pavla bylo její tělo později přeneseno do hrobky v Bojnickém zámku) |

V roce 1845 hrobka byla překryta mohutnou kamennou deskou, na níž zmíněný rok je rokem posledního pohřbu na tomto místě. Dnes hrobku tvoří přes deset metrů dlouhá a více než dva metry široká a vysoká chodba. Všechny původní hroby i rakve jsou však prázdné.

## Katedrální hřbitov
Jižně od nynějšího dómu svatého Martina se od samých počátků existence kostela rozprostíralo náměstí zvané Dómské. Směrem na jih se svažovalo a sahalo až k někdejší Vydrické bráně. Na jeho jižním svahu se rozkládal katedrální hřbitov. Byl jediným místem k pohřbívání zesnulých uvnitř městských hradeb. Mnozí ze zámožných obyvatel města si přáli po své smrti být pohřbeni, pokud ne přímo v katedrále, pak alespoň zde, a nikoli na některém z hřbitovů za hradbami města. Na hřbitově existovalo i několik pohřebních kaplí (např. kaple svatého Ondřeje z let 1320–1330 či kaple svatého Egidia). Zde se nacházel i karner, kostnice s oltářem, před nímž se sloužily zádušní mše. Hřbitov však byl nevelký a časem svojí kapacitou nestačil. Když se k tomu přidružil i nezájem ze strany městské rady, tak ho v roce 1735 úředně zavřeli a pohřbívat se mohlo pouze za městskými hradbami. Přesto se zde bohatší měšťané výjimečně pohřbívali i později, až do poloviny 18. století. V rámci osvícenských zdravotnických reforem Marie Terezie však byl hřbitov v roce 1778 zrušen úplně, prostor (dnešní Rudnayovo náměstí) upravili a přizpůsobili pro potřeby návštěvníků kostela.

## Důležité události v dějinách katedrály
Katedrála svatého Martina patří k nejvýznamnějším památkám na celém Slovensku. Kromě vlastní architektury, vzácných plastik a interiérového gotického a barokního vybavení je chrám zajímavý také v souvislosti s důležitými událostmi národních a uherských dějin:
- 1236 – nejstarší listina vystavená bratislavskou kapitulou jako tzv. hodnověrným místem. Chrám nejsvětějšího Spasitele se stal významným místem k úschově cenností různého druhu (např. vzácných bohoslužebných předmětů, kapitulního archivu a knihovny). Nejstarší pečeť kapituly pochází z roku 1288,
- 1563–1830 – své nejskvělejší období zažil Dóm jako hlavní korunovační chrám Uherska. Devatenáct korunovací (korunováno bylo jedenáct králů – z toho jedna královna – Marie Terezie, a osm královských manželek) dodalo nejen chrámu, ale i celému městu vysokou prestiž,
- 1619 – 7. prosince se dóm svatého Martina stal na krátkou dobu evangelickým kostelem (do 7. května 1621). Stalo se tak poté, co v tomto roce Bratislavu dobyl Gabriel Bethlen,
- 1835 – Ludwig van Beethoven zde uvedl svou Missu solemnis,
- 1884 – Ferenc Liszt v katedrále dirigoval svou Uherskou korunovační mši u příležitosti 50. výročí kněžského svěcení Karola Heillera (dílo vzniklo ještě v roce 1867 u příležitosti korunovace Františka Josefa I. uherským králem). Jako připomínku této významné události katedrální archivář Ján Botka v listopadu roku 1911 odhalil umělcovu bustu ve výklenku pod schodištěm Dómského náměstí (dnešního Rudnayova náměstí). Bustu v roce 1884 odlila, podle originálu Viktora Tilgnera, vídeňská firma Hanse Frömmela. Ozdobné zábradlí od uměleckého zámečníka Viléma Martona před podstavcem s bustou tvoří notovou osnovu s prvními notami houslového partu Hosanna Lisztovy korunovační mše.

#### O rekonstrukci věžové koruny
- Po 105 letech sňali mytickou korunu z dómu sv. Martina
- Koruna z katedrální věže bude vystavena i příští týden
- Do koruny ukryjeme i USB klíč
- Korunu z věže již vystavili